# Eremitage (Sankt Petersburg)

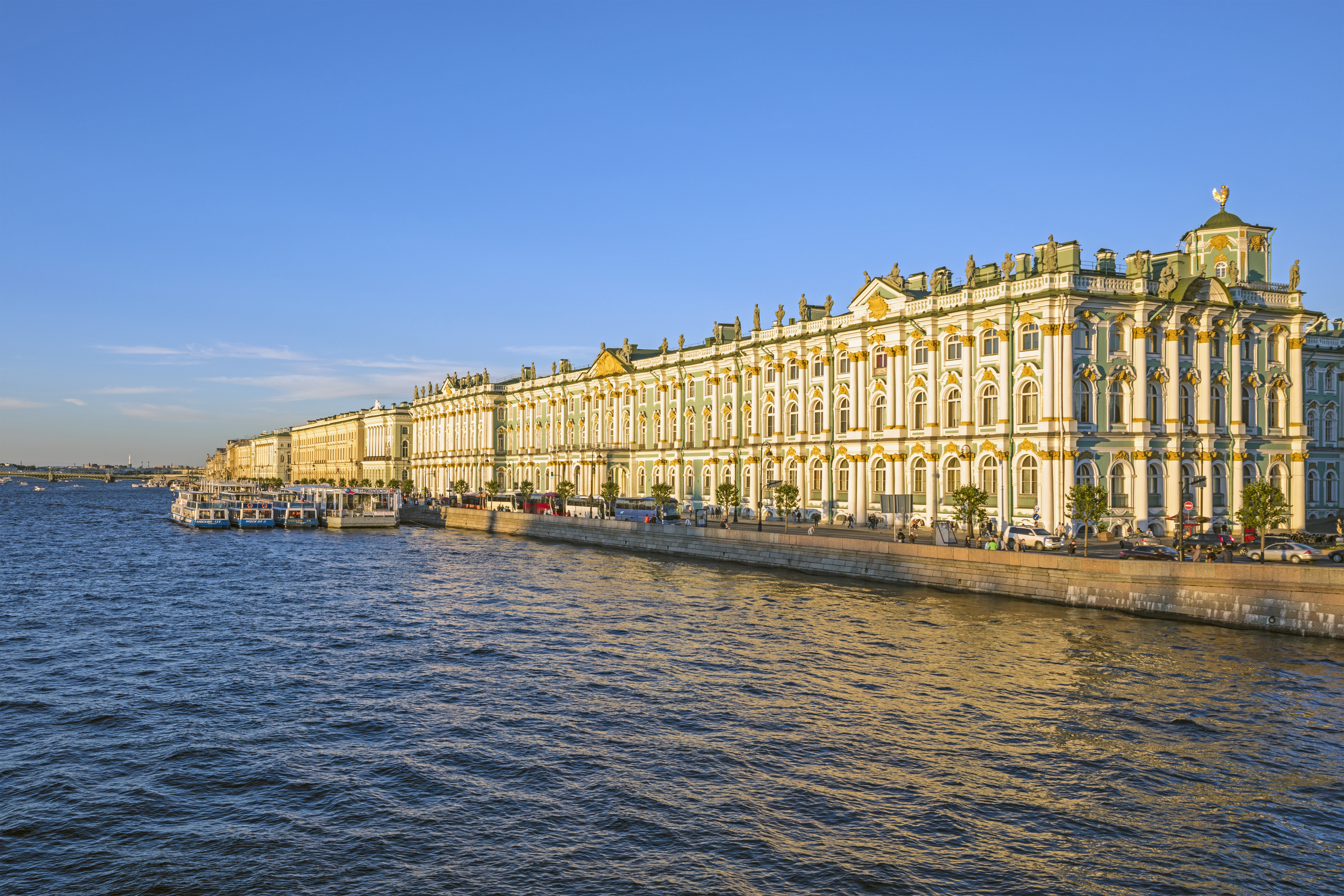
Die Eremitage von der Newa fotografiert. Im Vordergrund der Winterpalast.

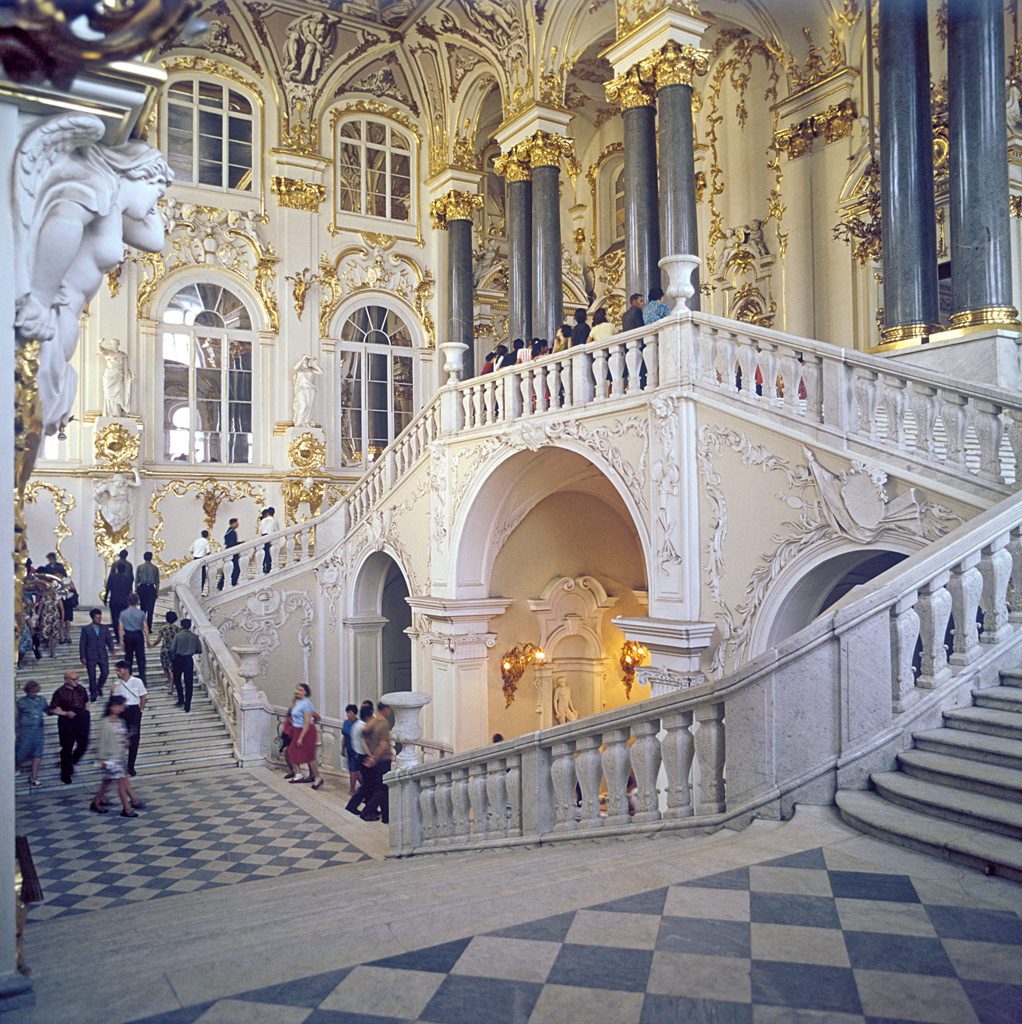
Barocke Repräsentationstreppe (Jordantreppe) im Eingangsbereich des Winterpalastes.
Am Epiphaniasfest schritt der Zar die imperiale Treppe hinab, um an der Großen Wasserweihe an der Newa teilzunehmen, eine Feier zum Gedenken an die Taufe Jesu im Jordanfluss.

Plan des Museums (von rechts) Theater, Alte Eremitage, darunter Neue Eremitage, Kleine Eremitage, Winterpalast

Die Staatliche Eremitage (russisch Государственный Эрмитаж ɡəsʊˈdarstvʲɪn(ː)ɨj ɪrmʲɪˈtaʂ), kurz Eremitage, in der russischen Stadt Sankt Petersburg ist eines der größten und bedeutendsten Kunstmuseen der Welt. Auch der an der Newa gelegene Gebäudekomplex, der das Museum beherbergt und zu dem der berühmte Winterpalast gehört, wird heute zusammenfassend als Eremitage bezeichnet. Er ist ein zentraler Bestandteil der zum UNESCO-Weltkulturerbe erklärten Sankt Petersburger Innenstadt.
Im Archiv befinden sich fast drei Millionen Objekte, unter anderem archäologische Fundstücke sowie die neben dem Louvre und dem Prado bedeutendste Sammlung klassischer europäischer Kunst. In mehr als 350 Sälen sind etwa 65.000 Exponate ausgestellt. Zu den ausgestellten Bildern gehören Werke niederländischer und französischer Meister wie Rembrandt, Rubens, Matisse und Paul Gauguin. Außerdem sind zwei Gemälde des italienischen Universalgenies Leonardo da Vinci sowie im nahegelegenen Generalstabsgebäude 31 Gemälde des spanischen Malers Pablo Picasso ausgestellt. Das Museum hat etwa 2500 Mitarbeiter.

## Gebäude
Der Name „Eremitage“, im Deutschen selten auch „Ermitage“, stammt aus dem Altfranzösischen und bedeutet Einsiedelei. Hierhin zogen sich die Zaren vom politischen Alltag zurück, um sich nur mit Kunst und Muse zu umgeben. Offiziell trägt das Museum heute den Namen „Staatliche Eremitage“.
Ursprünglich trugen nur die Kleine Eremitage sowie die anschließende Alte Eremitage und das Eremitage-Theater diese Bezeichnung. Im Laufe der Zeit durch die Vergrößerung der kaiserlichen Kunstsammlung wurden im 18. und 19. Jahrhundert die Bauwerke vergrößert und erweitert. Mit dem Bau der Neuen Eremitage als Museum verwandelte sich die Sammlung in ein öffentliches Museum und der Name wurde allgemein für den gesamten Gebäudekomplex verwendet.
Nach der russischen Revolution von 1917 wurde der benachbarte Winterpalast, die ehemalige Hauptresidenz der russischen Zaren, ebenfalls dem Museum übertragen und der Öffentlichkeit zugänglich gemacht. Ende des 20. Jahrhunderts expandierte das Museum erneut, neben dem eigentlichen Eremitage-Komplex kamen noch ein Teil des Generalstabsgebäudes (auf dem Palastplatz gegenüber dem Winterpalast) und des Menschikow-Palais zu den Räumlichkeiten des Museums hinzu.

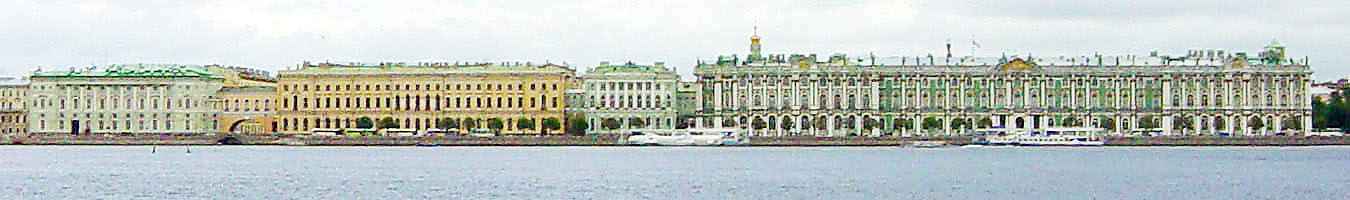
Der Komplex der Eremitage (2003). Von links:
Eremitage-Theater – Alte Eremitage (dahinter liegt nicht sichtbar die Neue Eremitage) – Kleine Eremitage – Winterpalast

### Kleine Eremitage

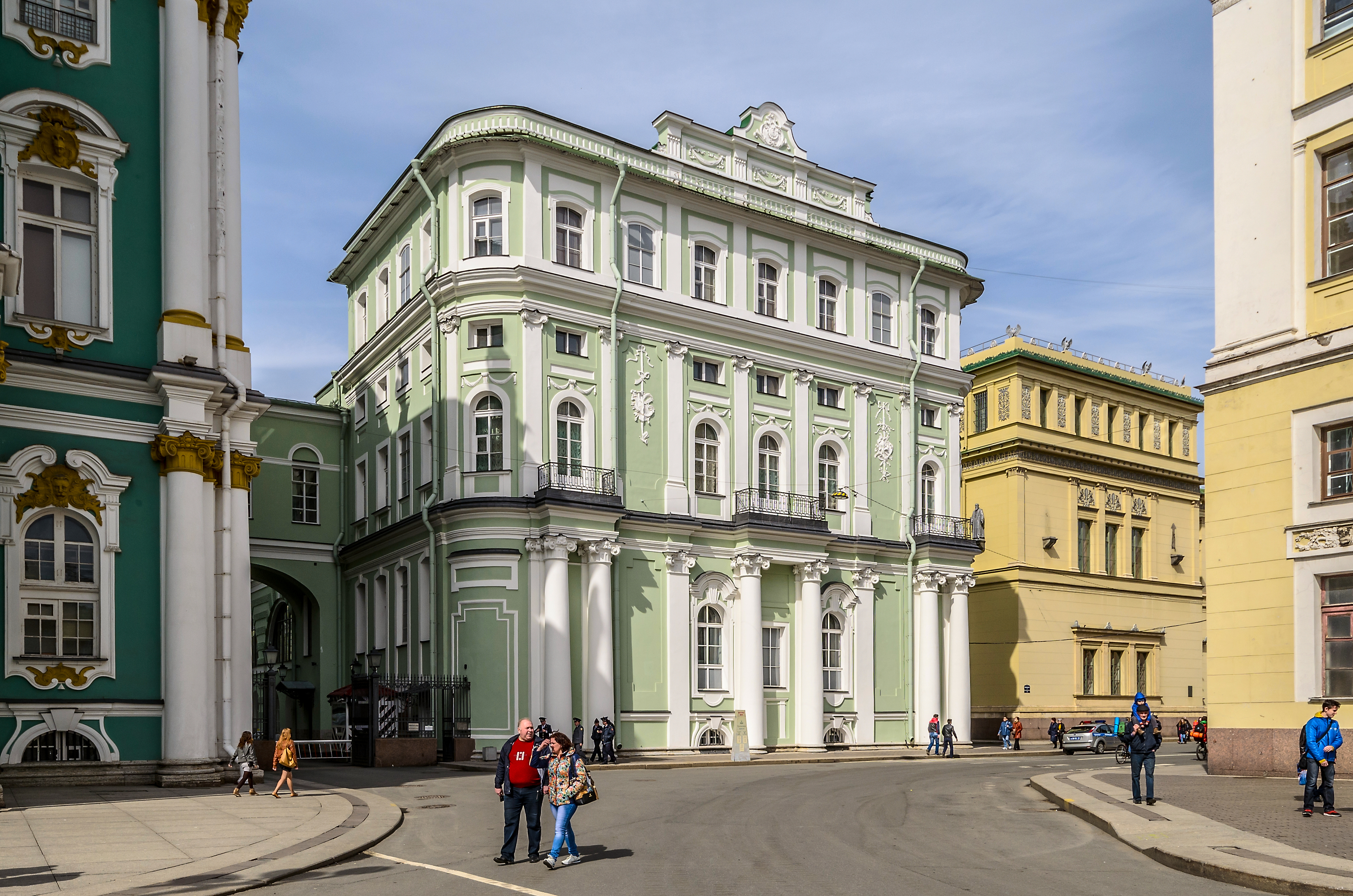
Die Kleine Eremitage, 1775 für Katharina die Große als Gemäldegalerie erbaut. Rechts davon ist der Erweiterungsbau Neue Eremitage.

Die im Stil des Klassizismus gehaltene Kleine Eremitage von Jean-Baptiste Vallin de La Mothe wurde von 1764 bis 1775 ursprünglich als Refugium für Katharina II. gebaut und ist das kleinste Gebäude des Ensembles. Hier brachte Katharina die ersten von ihr gekauften Gemälde unter.

### Alte Eremitage
Die Alte Eremitage, auch als Große Eremitage bezeichnet, wurde 1787 von Georg Friedrich Veldten angeschlossen, um die rasch wachsende Kunstsammlung aufzunehmen. Sie ist das schmuckloseste Gebäude des Komplexes.

### Eremitage-Theater
Das Eremitage-Theater entstand von 1783 bis 1787. Das Hoftheater des Kaisers war damit das erste Theater von Sankt Petersburg. Es wurde bis 1796 und wieder ab 1989 bespielt; im Winter tritt hier unter anderem das Kirow-Ballett auf. Es dient heute vor allem als Verwaltungsgebäude, besitzt aber auch noch eine Bühne und einen Zuschauersaal. Das Theater ist das kleinste der Stadt, da es ursprünglich nur für die Privatvorführungen der Zarenfamilie gedacht war. Das Eremitage-Theater ist das einzige Gebäude der Eremitage, das im Normalfall Besuchern nicht offensteht.

### Neue Eremitage

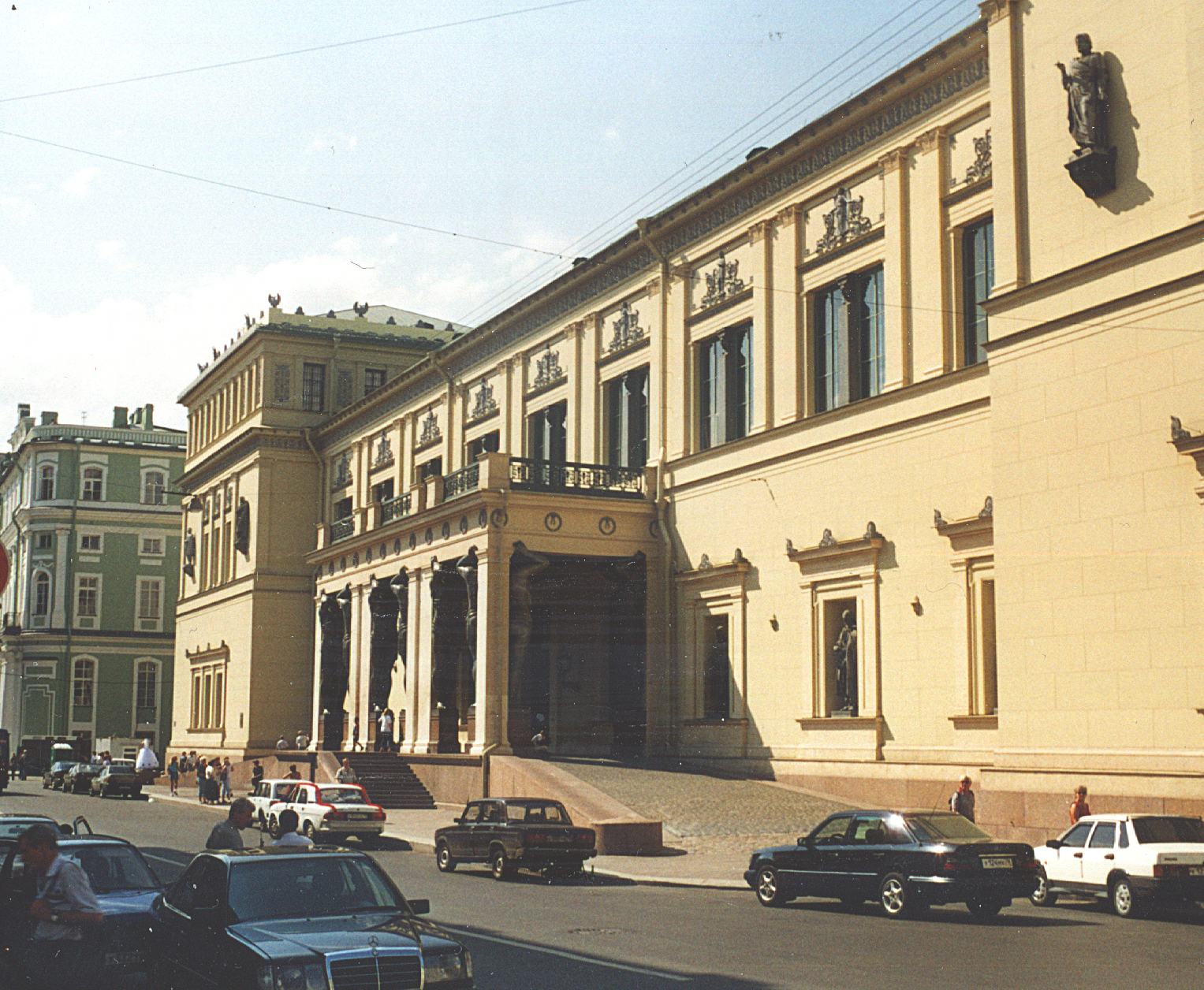
Haupteingang der Neuen Eremitage mit den Atlanten-Portiko, links davon die Kleine Eremitage

Leo von Klenze, bayerischer Hofarchitekt, errichtete zwischen 1839 und 1852 die Neue Eremitage als letztes Gebäude; es ist vielleicht das einzige seiner Werke, das ohne die restriktiven Stilwünsche Ludwigs I. von Bayern und somit ganz und gar nach Klenzes Vorstellungen entstand. Es ist das einzige Gebäude, das nicht direkt an der Newa steht. Auch dieser Bau war von Anfang an dafür bestimmt, die Kunstschätze der weiter gewachsenen Sammlung aufzunehmen. In der Neuen Eremitage befindet sich unter anderem ein kompletter Nachbau eines eigentlich von Raffael im Vatikan gestalteten Ganges. Die von A. I. Terebenjow mit 150 Bildhauern und Steinmetzen in Serdabol-Granit ausgeführten zehn Telamone am Ostportal sind die heute vielleicht berühmtesten Atlas-Figuren dieser Art weltweit.

### Winterpalast
Der erste Winterpalast wurde 1711 gebaut und im Laufe der Zeit mehrmals abgerissen und erweitert. Der heutige Außenbau entspricht den Umbaumaßnahmen durch Bartolomeo Francesco Rastrelli (1754–1762). Am 17. Dezemberjul. / 29. Dezember 1837greg. brannte der Winterpalast durch ein 30-stündiges Feuer im Inneren völlig aus. Kaiser Nikolaus I. ordnete eine Wiederherstellung der Residenz nach früherem Zustand an, welche zu Ostern 1839 abgeschlossen wurde. Der derzeitige Zustand entspricht im Wesentlichen dem Zustand des Gebäudes nach der Wiederherstellung. Im Großen Vaterländischen Krieg wurde der Winterpalast bei der Leningrader Blockade beschädigt und anschließend erneut restauriert. Heute setzen ihm vor allem die großen Besuchermassen, die mangelnde Standfestigkeit auf Sumpfgebiet sowie die Feuchtigkeit direkt am Fluss zu. Eine Sanierung erfolgte im Jahre 1984 und eine weitere im Jahre 2005.

## Geschichte

### Katharina II.: Gründung und erster Ausbau
Die Eremitage sowohl als Gebäudekomplex als auch als eigenständige Kunstsammlung wurde von der russischen Kaiserin Katharina der Großen gegründet. Im Jahre 1764 kaufte sie 225 Gemälde von dem Berliner Kunsthändler Johann Ernst Gotzkowsky; dieser hatte sie ursprünglich für den preußischen König Friedrich II. erworben, der jedoch aufgrund der leeren Staatskassen nach dem Siebenjährigen Krieg verzichten musste. 1765 kaufte sie für 80.000 Taler fast 1.000 Bilder aus der Gemäldesammlung des Grafen Brühl, deren Wert in dessen Nachlassverzeichnis auf 105.329 Taler geschätzt worden war.
Die Bilder wurden im Winterpalast ausgestellt. Katharina erwarb weiterhin bedeutende Gemälde, teilweise ganze Sammlungen, sowohl um ihren Anspruch als Sammlerin zu befriedigen, teilweise auch um die Aufgeklärtheit und den hohen kulturellen Stand Russlands und Sankt Petersburgs gegenüber dem westlichen Europa hervorzuheben. Als ihre Berater beim Erwerb von Kunstwerken fungierten unter anderen die Enzyklopädisten Melchior Grimm, Denis Diderot und russische Diplomaten wie Dmitri Golizyn und Alexander Stroganow. 1775 ließ Katharina im Stil der damaligen Mode von dem Architekten J. B. Vallin de la Mothe eine kleine Eremitage (Einsiedelei) neben den eigentlichen Palast bauen, um sich hier privat oder in kleinen Gruppen zurückzuziehen – die spätere Kleine Eremitage. Bald musste ein zweites größeres Gebäude hinzugebaut werden, um die Sammlung zu beherbergen; die heutige Alte Eremitage wurde 1784 vom Architekten Veldten entworfen. In der Kleinen Eremitage wurden zu dieser Zeit auch schon Theaterstücke aufgeführt; ab 1783 ließ Katharina zu diesem Zweck ein eigenes Gebäude, das Eremitage-Theater, bauen. Fast zeitgleich zu diesen Gebäuden entstanden am Quai des Winterkanals die Rafael-Loggien, die eine genaue Nachbildung des Vatikanpalastes in Rom sind. Im Jahr 1797 umfasste die schnell wachsende Sammlung 3.996 Gemälde.

### Alexander I. bis Nikolaus II.: Weiterer Ausbau und Anfang des Museums

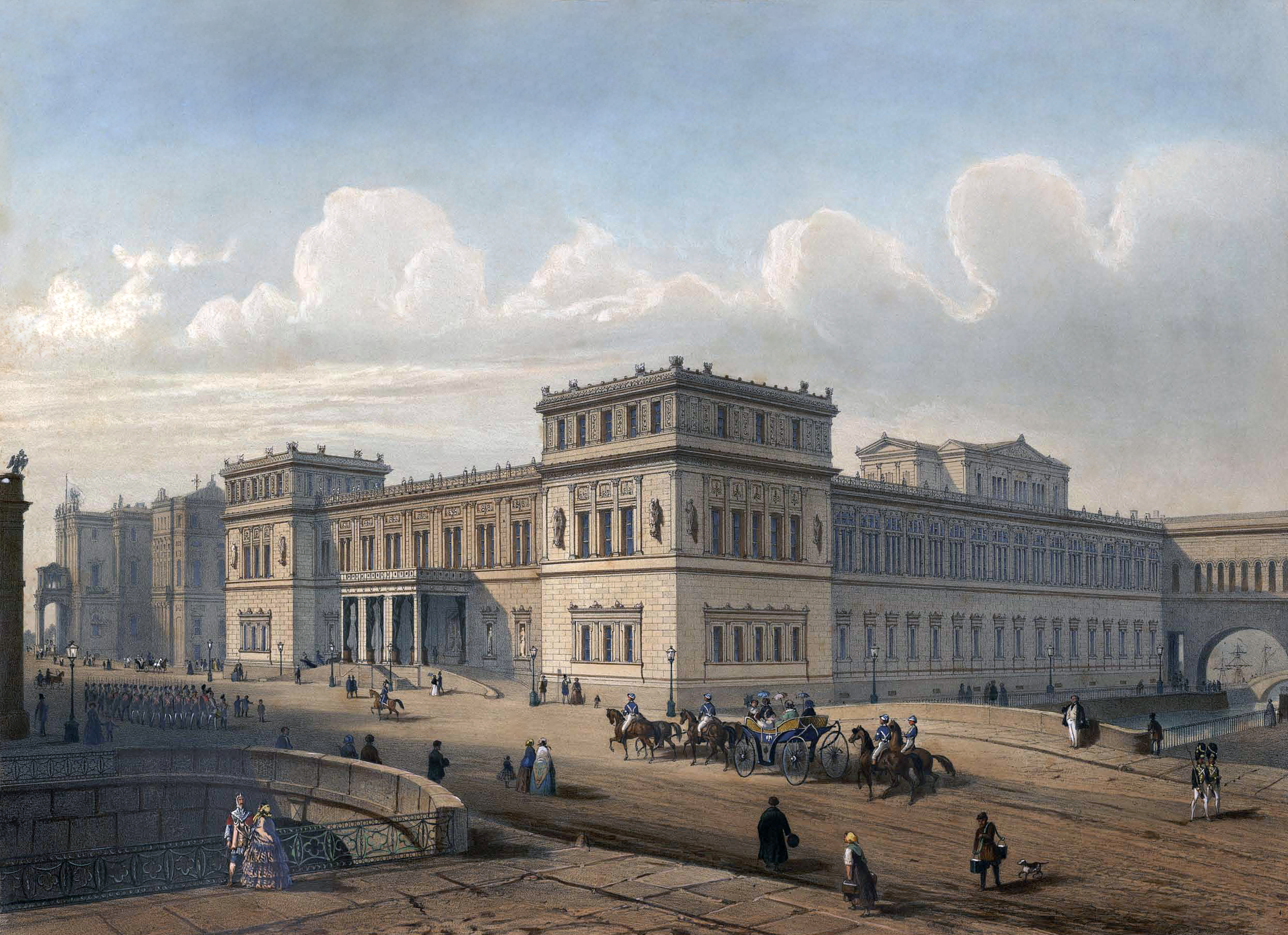
Zeichnung der Neuen Eremitage, welche als Erweiterungsbau 1851 vollendet wurde

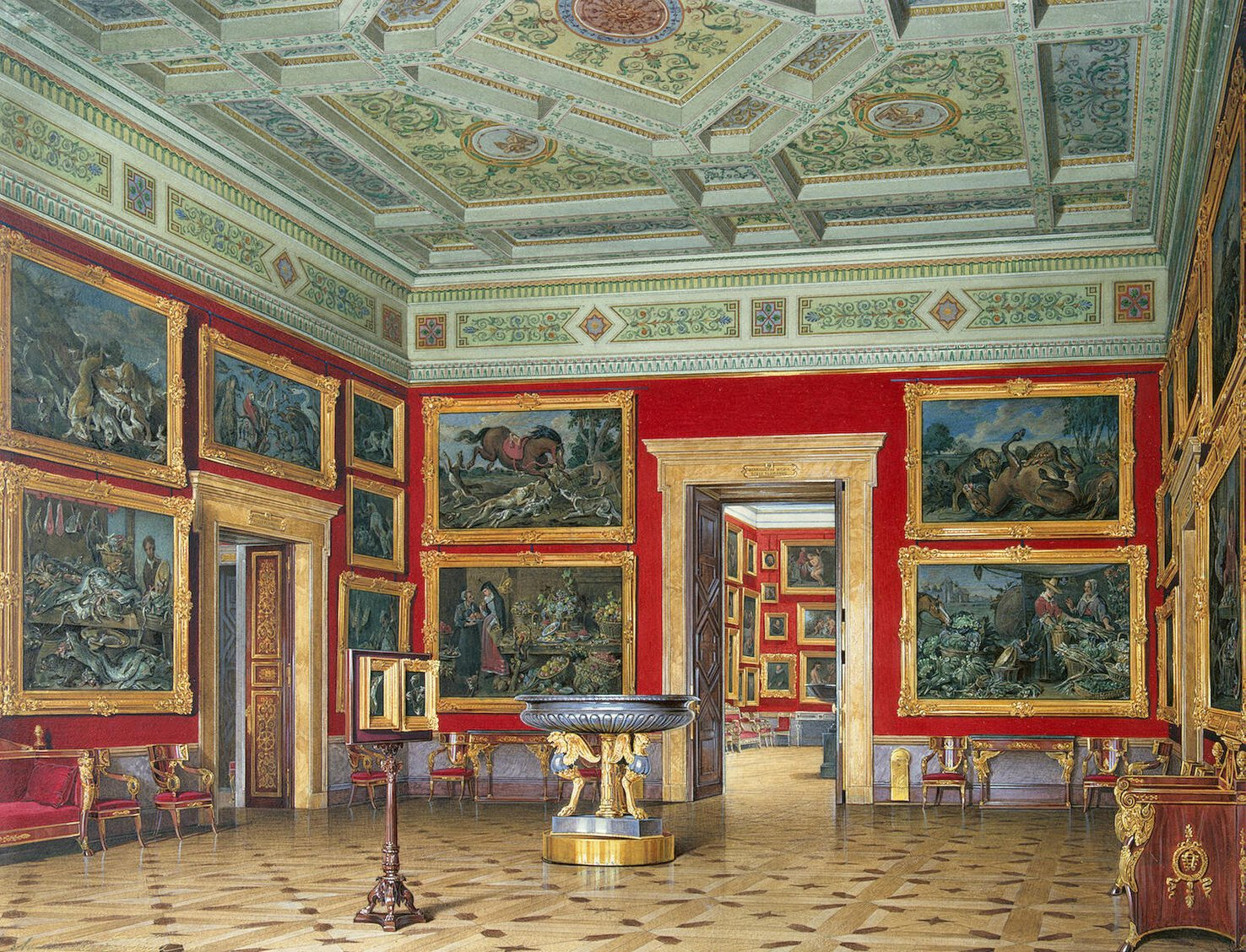
Sammlung der Flämischen Schule in der Neuen Eremitage, um 1860

In der ersten Hälfte des 19. Jahrhunderts wurden die verschiedenen Sammlungen geordnet und durch den Zustrom orientalischer Kunstwerke und archäologischer Fundstücke erweitert. Neu war die Anordnung der Gemälde in nationale Schulen; 1825 kamen erstmals auch Säle mit russischer Kunst des 18. Jahrhunderts dazu.
War die Gemäldesammlung bis zu dieser Zeit nur Mitgliedern des engen höfischen Kreises zugänglich, so markierte der 5. Februarjul. / 17. Februar 1852greg. einen Wendepunkt: Der Zar trennte organisatorisch die Zarenresidenz und die Eremitage-Sammlung. Damit wurde das Museum erstmals, wenn auch unter starken Einschränkungen, öffentlich zugänglich. Nikolaus I. eröffnete die Neue Eremitage, die sich baulich zwar an den alten Gebäudekomplex anschloss, jedoch einen eigenen Eingang erhielt und als öffentliches Museum zugänglich war. Das neue Gebäude war in den Jahren 1839 bis 1851 unter der Leitung der Architekten Wassili Petrowitsch Stassow und Nikolai Jefimow nach Plänen von Leo von Klenze erbaut worden.
Nikolaus I. kümmerte sich auch weiter um den Aufbau der Sammlung, unter anderem kaufte er von den Erben Joséphines, der Gattin Napoleons, deren während der Napoleonischen Kriege entstandene Sammlung.

### Seit der Oktoberrevolution
Nach der Oktoberrevolution 1917 wurden zahlreiche Privatsammlungen enteigneter russischer Adliger, so etwa der Familien Stroganow, Scheremetew, Jussupow und Schuwalow, in die Eremitage überführt.
Das Kaiserliche Museum wurde kurz darauf in Staatliches Museum umbenannt und das Gebäude des Winterpalastes als Ausstellungsraum für die Öffentlichkeit geöffnet. Die ersten Jahre nach der Oktoberrevolution waren kulturell insbesondere im damaligen Petrograd von einer westeuropäischen und an den Idealen der Aufklärung orientierten Kunst geprägt. Das erste Ministerium für Bildung nach der Oktoberrevolution nannte sich Volkskommissariat für Bildungswesen – ein Geist, der sich in den ersten Jahren auch in der Eremitage niederschlug. Kurz nach der Revolution wurde der Winterpalast für Lesungen, Vorträge und Filmvorführungen geöffnet. Die erste Ausstellung über das antike Ägypten wurde 1920 eröffnet, ab 1922 war die Eremitage in Gänze für das Publikum geöffnet, in den ersten fünf Jahren noch ohne Eintrittsgeld. Bis in die Mitte der 1930er Jahre war im Winterpalast neben dem Eremitage-Museum noch ein Museum der Oktoberrevolution eingerichtet.

#### Dezimierung der Sammlungen
In den 1920er Jahren fanden langwierige Verhandlungen mit dem heutigen Moskauer Puschkin-Museum über die Abtretung von Museumsbeständen statt. Am 28. Januar 1927 wurde eine Vereinbarung getroffen, 700 Gemälde aus dem Depot der Eremitage dem Moskauer Museum zu überlassen. Später kamen 70 Spitzenwerke aus den Ausstellungsräumen ebenfalls ins Puschkin-Museum. Hierzu gehörten Veroneses Minerva und Poussins Die Schlacht von Josef gegen die Amoriter. Weitere Werke mussten an verschiedene Provinzmuseen abgegeben werden.
Zur Umsetzung des ersten Fünfjahrplanes der UdSSR beschloss das Außenhandelsministerium, über die 1925 gegründete Organisation Antiquariat Kunstwerke der staatlichen Museen gegen Devisen in den Westen zu verkaufen. Zwischen 1928 und 1933 gelangten über die Kunsthändler Matthiesen (Berlin), P. & D. Colnaghi & Co. (London) und M Knoedler & Co (New York) 2.880 Gemälde der Eremitage ins Ausland. Hierunter waren 250 Hauptwerke und 50 Gemälde von Weltgeltung. Darüber hinaus hatten verschiedene mit der Sowjetunion geschäftlich verbundene Persönlichkeiten die Möglichkeit, direkt vor Ort aus den Beständen der Eremitage Kunstwerke auszuwählen.
Der armenische Ölmilliardär Calouste Gulbenkian wählte für seine Sammlung Bouts’ Verkündigung, Rubens’ Porträt der Helena Fourment, eine Büste der Diana von Houdon, Rembrandts Pallas Athene, Porträt des Titus, Porträt eines alten Mannes, Watteaus Mezzetin, Terborchs Musikstunde und Lancrets Badende aus und zahlte hierfür 325.000 britische Pfund. Der amerikanische Bankier und Finanzminister Andrew W. Mellon kaufte für seine Sammlung Jan van Eycks Verkündigung, Botticellis Anbetung der Könige, Peruginos Kreuzigung, Raffaels Georg mit dem Drachen und die Madonna Alba, Tizians Venus mit dem Spiegel, Van Dycks Porträt der Isabella Brant, Susanna Fourment und ihre Tochter und das Porträt des Lord Philip Wharton, Rembrandts Polnischer Edelmann, Mädchen mit Besen und das Porträt einer Dame mit Nelke sowie Frans Hals’ Porträt eines jungen Mannes und bezahlte hierfür 6.654.033 Dollar. Auch der amerikanische Ölhändler Armand Hammer konnte in kleinerem Umfang von diesem Ausverkauf profitieren. Hammer gründete später ein eigenes Museum in Los Angeles, während die Sammlung Gulbenkian in einem eigenen Museum in Lissabon zu besichtigen ist. Die umfangreiche Sammlung Mellon war 1941 ein wesentlicher Grundstock bei der Gründung der National Gallery in Washington D.C.
Aus dem ehemaligen Besitz der Eremitage gelangten weitere Spitzenwerke in folgende Museen: Tiepolos Fest der Kleopatra in die National Gallery of Victoria nach Melbourne, Poussins Triumph des Neptun und der Aphrodite ins Philadelphia Museum of Art, Rembrandts Petrus verleugnet Christus und Antonio Moros Porträts Sir Thomas Gresham und Anne Fernley ins Amsterdamer Rijksmuseum sowie Jan van Eycks Kreuzigung und Jüngstes Gericht ins New Yorker Metropolitan Museum.

#### Während der Belagerung von Leningrad
Die Eremitage war eines der Ziele der Belagerung Leningrads durch die deutsche Wehrmacht. Die Stadt, an deren Bestehen laut einem Wehrmachtsbefehl kein Interesse bestünde und die mit konstantem Artilleriefeuer und Luftbombardements dem Erdboden gleichgemacht werden sollte, litt in den Jahren schwer. Die Gebäude der Eremitage wurden insgesamt von 17 Artilleriegeschossen und zwei Fliegerbomben schwer getroffen. Die Bestände der Sammlung wurden teilweise im Keller des Museums gelagert; mehr als eine Million Stücke wurden nach Jekaterinburg in Sicherheit gebracht. 12.000 Menschen lebten zu dieser Zeit in der Eremitage, um die Ausstellungsstücke zu retten und die Schäden der Sammlung durch Kälte und Bomben möglichst gering zu halten. Die erste Ausstellung mit in der Eremitage verbliebenen Stücken wurde kurz nach Ende der Belagerung bereits am 7. November 1944 eröffnet; die offizielle Wiedereröffnung des Museums fand mit allen Ausstellungsstücken am 5. November 1945 statt. Die Renovierung des Gebäudes zog sich aber noch über mehrere Jahre hin.

#### Nachkriegszeit bis 1990

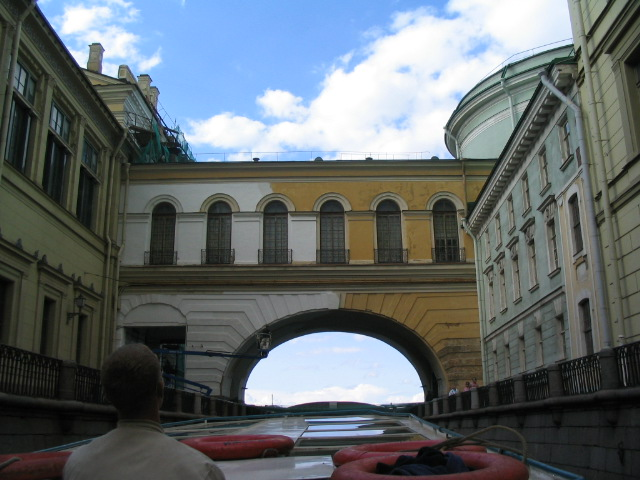
Sanierung – Übergang von alter Eremitage und Eremitage-Theater

Am Ende des Zweiten Weltkrieges kamen umfangreiche Bestände deutscher Museen und Sammlungen als Beutekunst unter anderem in die Eremitage.
1948 wurden die Kunstbestände aufgestockt durch einen großen Teil der Sammlung des Museums für neue westliche Kultur in Moskau. Besonders bedeutend waren davon die Sammlungen der beiden Kunstmäzene des Zarenreichs, Sergei Iwanowitsch Schtschukin und Iwan Abramowitsch Morosow. Aus diesen Sammlungen kamen die meisten der sich heute in der Eremitage befindlichen Kunstwerke des 20. Jahrhunderts, unter anderem alle in der Eremitage ausgestellten Bilder von Pablo Picasso. Öffentlich ausgestellt werden konnten diese Werke, die zum größten Teil nach sowjetischer Diktion des Formalismus schuldig waren, erst nach dem Tod Stalins. Sowjetische Bestände, die im Zweiten Weltkrieg von der Wehrmacht entwendet und von der Roten Armee wieder sichergestellt wurden, landeten ebenso im Museum wie deutsche Beutekunst. Seit 1990 wurden Teile davon wieder zurückgegeben, andere Teile befinden sich in einer Sonderausstellung im Museum.
Dort findet man auch Teile des königlichen Tafelsilbers der Wettiner vom Schloss Moritzburg bei Dresden. Das Tafelsilber stammt aus den 40 Kisten, welche die Rote Armee 1945 im Moritzburger Forst ausgegraben hatte. Den Fundort erfuhr sie durch Folter des Revierförsters, der das Versteck kannte. Im Depot der Ermitage soll sich amtlich bestätigt ein Taufbecken der Wettiner von 1613 von Daniel Kellerthaler befinden. In diesem Taufbecken wurde der sächsische Kurfürst und König von Polen, August der Starke (1670–1733), getauft.
Am 15. Juni 1985 verübte ein psychisch Gestörter ein Attentat auf das Gemälde Danae von Rembrandt van Rijn: Er begoss es mit Schwefelsäure und stach zweimal mit einem Messer auf das Bild ein. Die notwendige Restaurierung übernahmen hauseigene Experten. Seit 1997 ist es wieder für die Öffentlichkeit ausgestellt.

#### Nach der Auflösung der Sowjetunion

Besucherschlange vor dem Museum an einem normalen Dienstag (August 2004)

Die Eremitage galt als eines der Aushängeschilder der Sowjetunion, war allerdings im Westen kaum bekannt. Die Verwaltung und alle Entscheidungen oblagen faktisch dem Politbüro der KPdSU. Seit 1996 befindet sich die Eremitage offiziell direkt unter der Patronage des russischen Präsidenten. Seit 1990 besitzt das Museum eine größere Autonomie, leidet aber unter Finanzierungsmängeln. Beispielsweise beantragte das Museum 1996 beim russischen Staat 60 Millionen US-Dollar, der Staat versprach 40 Millionen zu finanzieren und zahlte letztlich 18 Millionen. Die Zahlen für 1997 (90 Mio. / 30 Mio. / 12 Mio.) und 1998 (7,4 Mio. / 5,4 Mio. / 2,7 Mio.) waren noch niedriger. Zusammen mit dem Bolschoi-Theater und der Lenin-Bibliothek bezeichnet die UNESCO die Eremitage als ihr wichtigstes Projekt in Russland. Betrug das Budget des Museums Anfang der neunziger Jahre gerade einmal 1 % von dem des Metropolitan Museums, ist die Zahl mittlerweile auf 10 % gestiegen. Ungefähr 60 % der Kosten werden vom russischen Staat bezahlt. Viele der 2.500 Angestellten müssen abends und nachts in weiteren Jobs arbeiten, da die Entlohnung des Museums nicht ausreicht.
Seit der Öffnung des Landes ist die Eremitage von den vielen Touristenzielen der Stadt wahrscheinlich das bedeutendste. Es gab eine langfristige Zusammenarbeit mit der Solomon R. Guggenheim Foundation. Hierzu gehörte ein in Verbindung mit dem Solomon R. Guggenheim Museum betriebenes Guggenheim Hermitage Museum in Las Vegas, das von 2001 bis 2008 Ausstellungen zeigte. Ein ähnliches Projekt in London waren die Hermitage Rooms im Courtauld Institute of Art, die von 2000 bis 2007 bestanden. Die Niederlande haben das Museum ebenfalls seit dem Zusammenbruch der Sowjetunion finanziell und technisch unterstützt. Am 24. Februar 2004 eröffnete mit der Hermitage Amsterdam ein Ableger in Amsterdam. Diese Zusammenarbeit endete 2022 im Zusammenhang mit dem russischen Überfall auf die Ukraine. Das Museum arbeitet derzeit an einer Digitalisierung der Bestände. Im Gegensatz zu vielen anderen Museen sind selbst die vom Museum gemachten Aufnahmen für private, nichtkommerzielle und bildende Zwecke frei verwendbar.

## Sammlungen

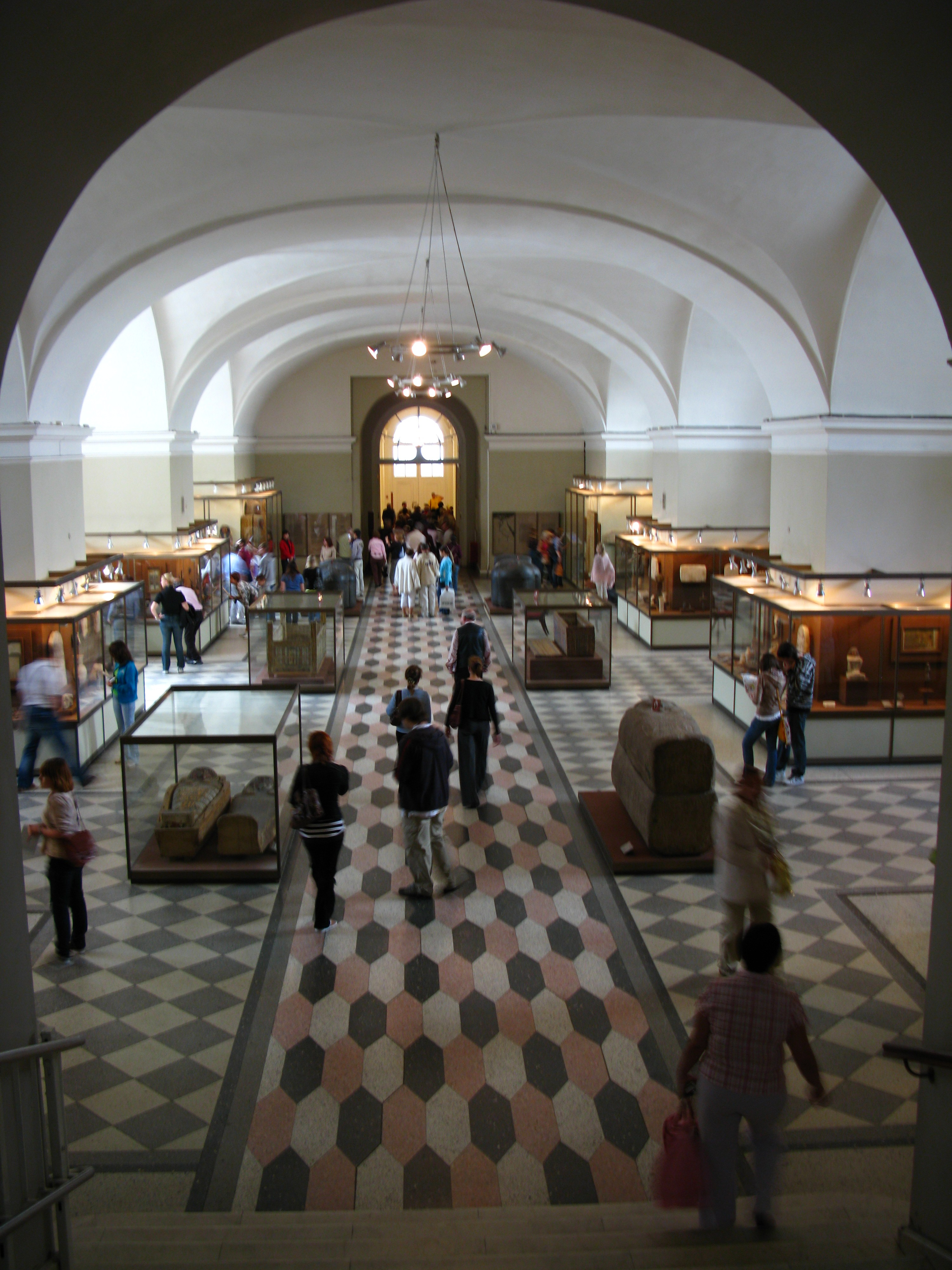
Ägyptische Sammlung

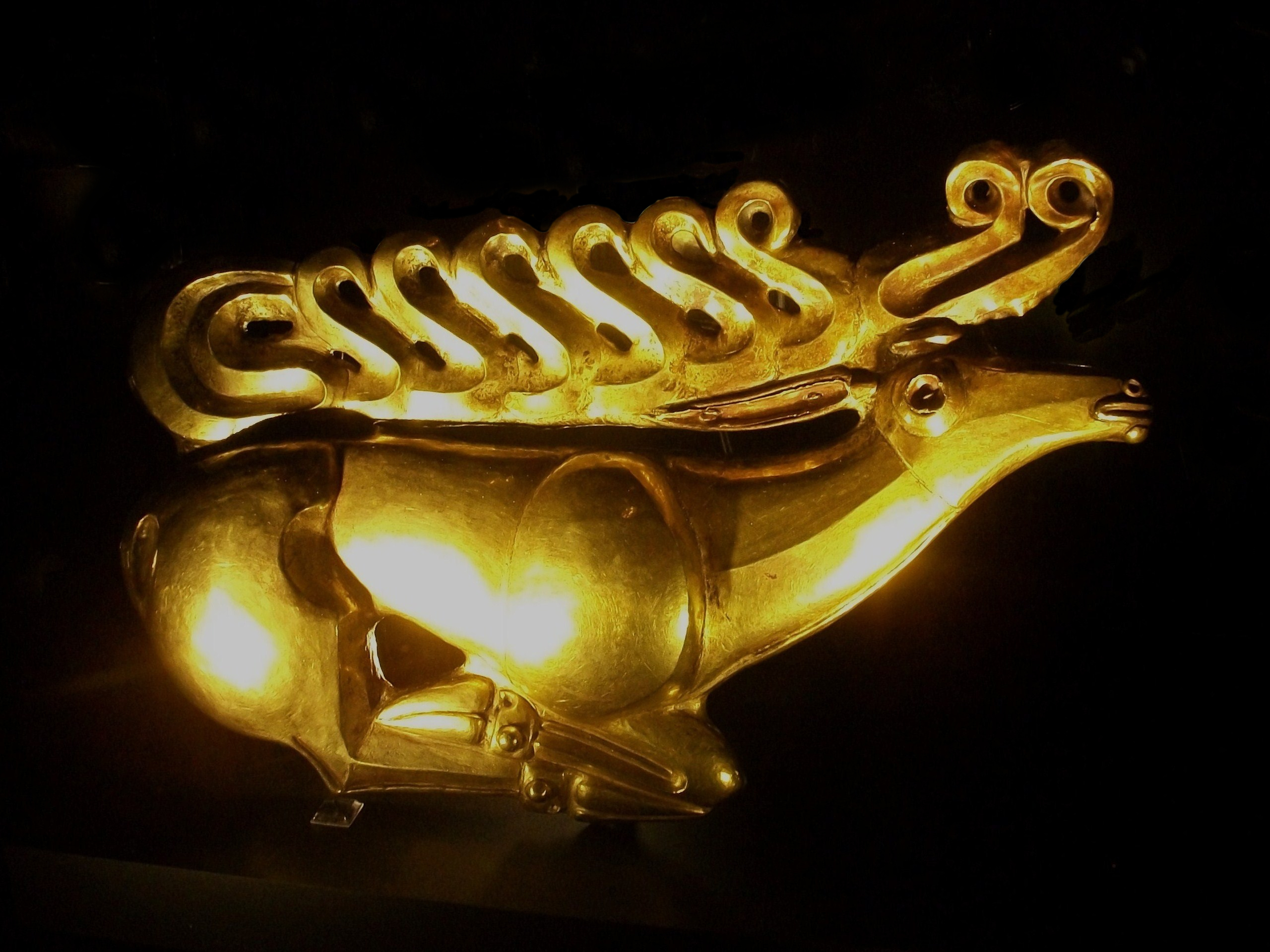
Exponat aus dem Gold der Skythen

Von den ungefähr 250 Museen der Stadt ist die Eremitage mit 2,4 Millionen Besuchern (2009) das bestbesuchte und international bedeutendste. 2016 hatte das Museum 4.119.103 Besucher. Sie ist eines der bedeutendsten Kunstmuseen der Welt. Sie beherbergt eine große Sammlung der europäischen Bildenden Kunst bis 1917 (das Jahr der Oktoberrevolution). Deren besonders enge Reihung bezeichnet man als Petersburger Hängung.
In ihrem Archiv beherbergt die Eremitage mehr als 2,7 Millionen Ausstellungsstücke. In den 350 Ausstellungsräumen sind davon 65.000 in sechs Sammlungen ausgestellt. Es sind Sammlungen über prähistorische Kultur, Kunst und Kultur der Antike, Kunst und Kultur der Völker des Ostens, westeuropäische Kunst und russische Kunst zu sehen.

### Archäologische Sammlungen
Zu den bedeutenderen Teilen der Sammlung gehören zum Beispiel das Gold der Skythen, umfangreiche Sammlungen römischer und etruskischer Kultur und die größten und besterhaltenen Museumsbestände über die Hunnen. Die so bezeichnete Schatzkammer zeigt eine Geschichte des Goldschmied- und Juwelierhandwerks seit dem 3. Jahrtausend v. Chr.
Weiterhin ist eine umfangreiche Sammlung zur Geschichte Sibiriens vorhanden, wie Tausende schriftliche Dokumente des vierten und fünften Jahrhunderts aus den chinesischen Mogao-Grotten. Das älteste bekannte Zeugnis mongolischer Schrift, der sogenannte Dschingisstein, befindet sich ebenso in der Eremitage wie umfangreiche Fundstücke aus der Zeit und Gegend des Kiewer Rus.
Ungefähr ein Drittel aller Ausstellungsstücke sind Münzen, allein 120.000 aus der Antike, 220.000 aus Ostasien und 300.000 Münzen der russischen Geschichte.
Von 1960 bis 1997 leitete für mehr als 35 Jahre Galina Smirnowa die prähistorische Abteilung des Museums und einige der bedeutendsten Ausgrabungen des Museums in der Ukraine und Moldawien.

### Russische Kunst
Zu den Sammlungen russischer Kunst gehören Ikonen seit dem 12. Jahrhundert, unter anderem aus Kiew, Nowgorod und Moskau, Juwelen aus der Fabergé-Werkstatt und eine große Zahl historischer Kostüme. Daneben sammelten vor allem die Kaiser angewandte russische Kunst wie Teppiche und Porzellan. Die Sammlung an russischen Gewändern des 18. bis 20. Jahrhunderts ist beeindruckend. Unter den Gewändern befinden sich unter anderem mehr als 300 Zarengewänder von Peter dem Großen.
Da der größte Teil der russischen Kunst mittlerweile in das Russische Museum ausgelagert wurde, ist die mittel- und westeuropäische Kunst und Kultur der bedeutsamste Teil der Sammlung.

### Mittel- und westeuropäische Kunst
Von Beginn an, jedoch vor allem durch die Sammeltätigkeit im 18. Jahrhundert, lag der Schwerpunkt der Eremitage auf der mittel- und westeuropäischen Kunst. In ganz Europa entstanden in dieser Zeit umfangreiche Sammlungen von bedeutenden Kunstwerken – der russische Kaiserhof genoss in dieser Zeit einen besonderen Ruf als einer der größten Aufkäufer von wertvollen Sammlungen. 1772 ging eine der berühmtesten Kollektionen der Zeit, die Sammlung Crozat, in russischen Besitz über. Darunter waren Tizians Danaë, Raffaels Heilige Familie, Rubens Bildnis einer Kammerfrau und viele andere.
In 120 Räumen befinden sich vor allem Werke italienischer, französischer, niederländischer und flämischer Maler, darüber hinaus gibt es die Themenbereiche englische und deutsche Kunst.

#### Italienische Malerei

Raffael-Loggia in der Neuen Eremitage

Die italienische Malerei bildet im Bereich der klassischen europäischen Kunst wahrscheinlich den wichtigsten Teil der Sammlung. Berühmt und meist von Besuchern umlagert sind zwei der weltweit bekannten zwölf Originale von Leonardo da Vinci, die Madonna mit einer Blume (1478) und die Madonna Litta (1490/91), wobei bei letzterem die Autorschaft umstritten ist. Einen ebenso hohen Status genießen die Madonna Conestabila (1502/03) und Die Heilige Familie (1506) von Raffael. Zudem befindet sich ein, allerdings wesentlich späterer, Nachbau der vatikanischen Raffael-Loggia im Museum. Das Museum beherbergt weitere Werke von Giambattista Pittoni, Tizian, vor allem aus seiner späteren Phase, Giorgiones Judith sowie Bilder von Michelangelo, Paolo Veronese, Caravaggio, Annibale Carracci, Luca Giordano, Salvator Rosa, Giuseppe Maria Crespi, Tiepolo, Stefano Torelli, Vincenzo Petrocelli und Francesco Guardi.

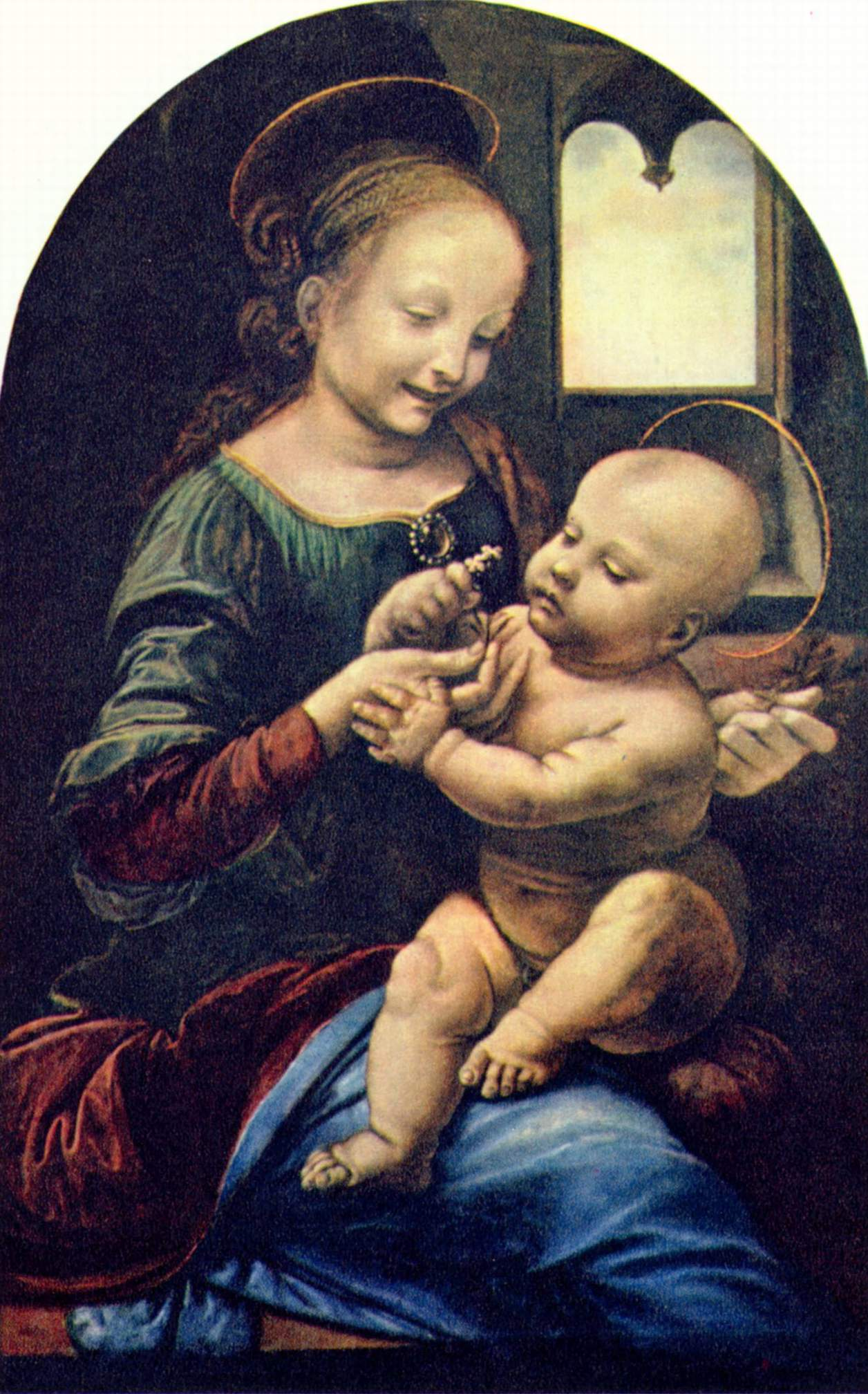
Madonna Benois von Leonardo da Vinci (um 1478)
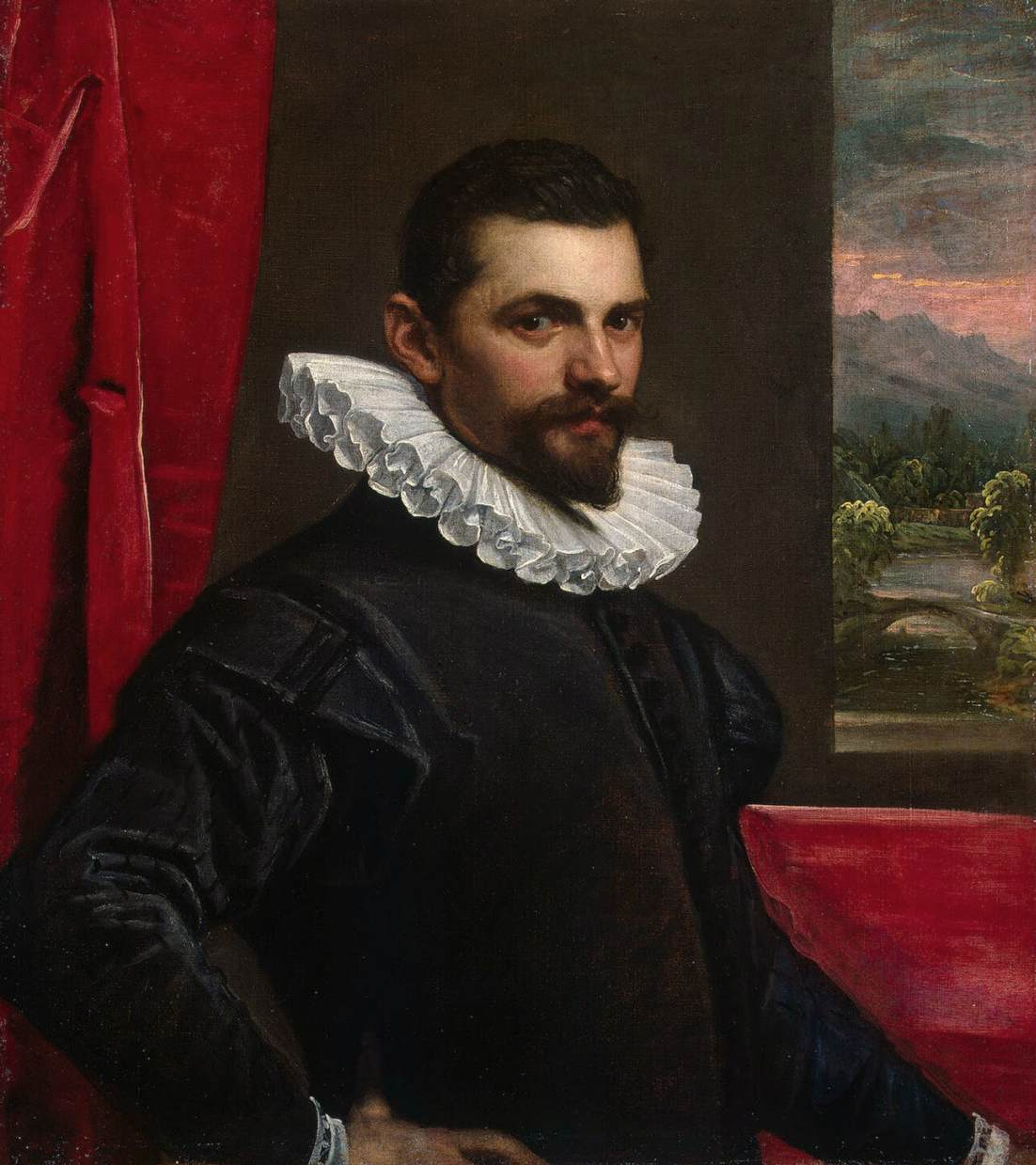
Porträt des Malers Francesco Bassano von Domenico Tintoretto (1586)
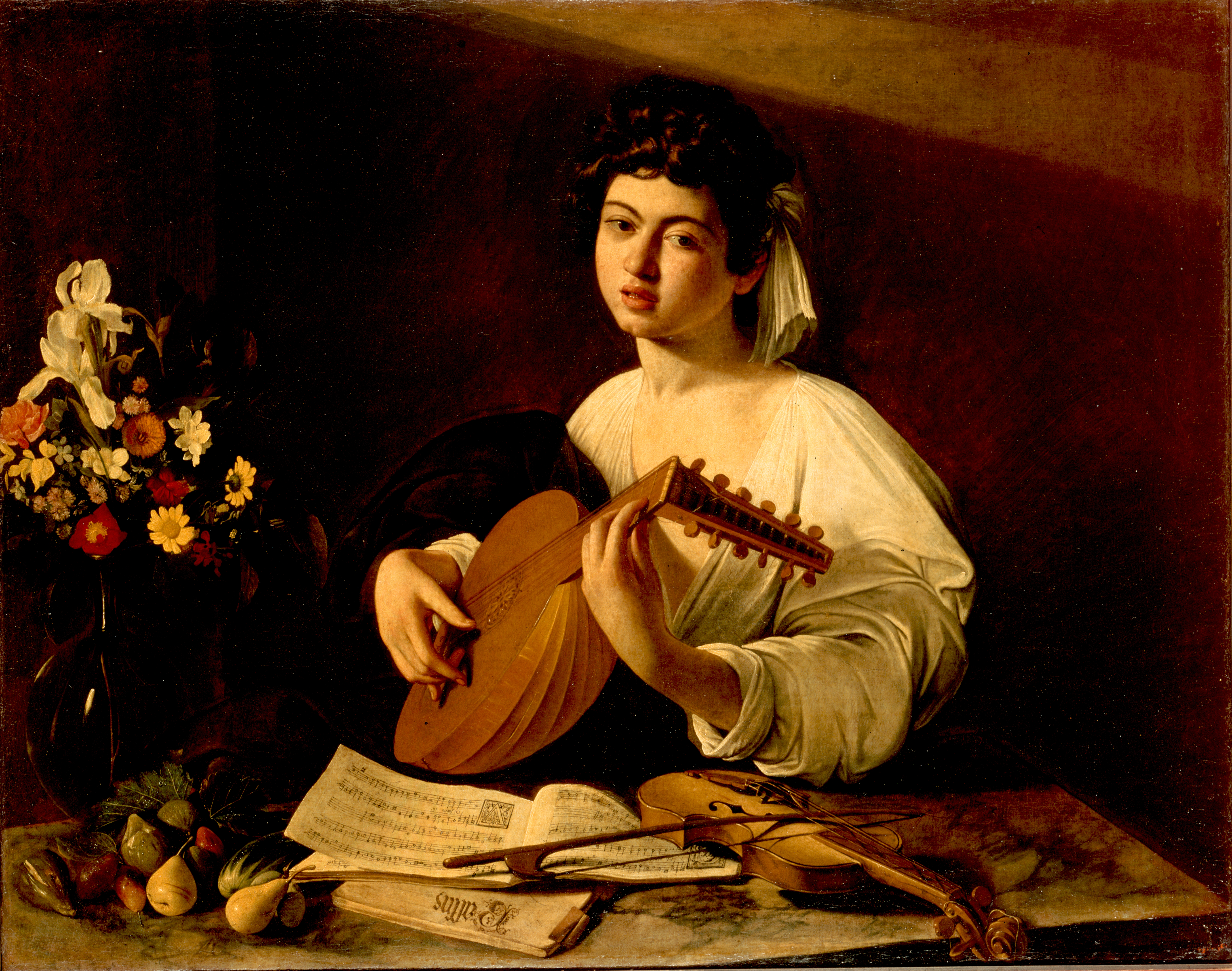
Der Lautenspieler von Caravaggio (um 1595)
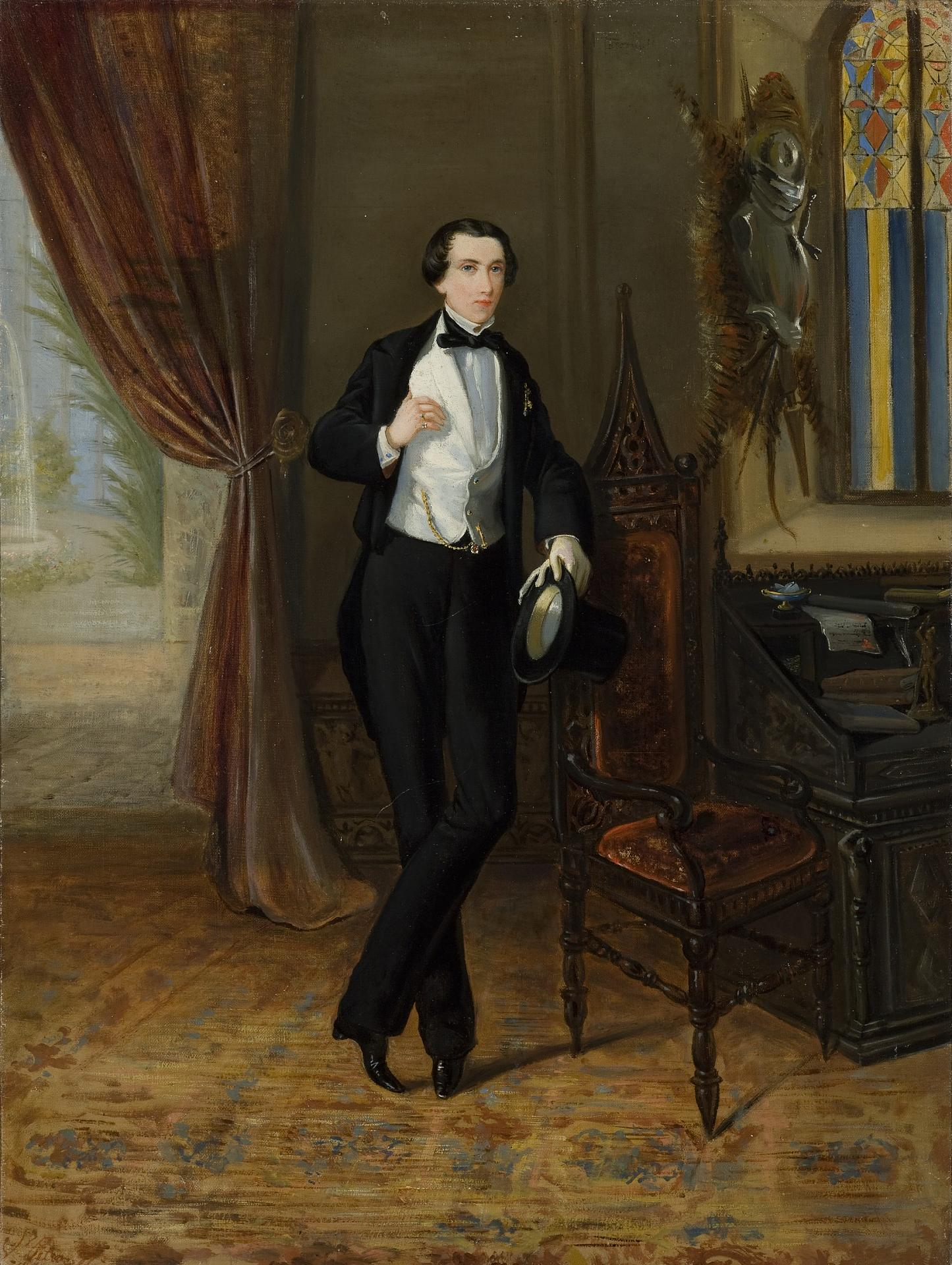
Porträt des jungen Fürsten Nikolai Borissowitsch Jussupow von Vincenzo Petrocelli (1851)

#### Spanische Malerei
Bekannteste Namen der Sammlung spanischer Malerei sind El Greco (Die Apostel Petrus und Paulus),
Jusepe de Ribera (Christus am Kreuz – das erste datierte Bild der realistischen Schule der spanischen Malerei), Francisco de Goya (Porträt von Antonia Zárate, etwa 1811, nur ein Gemälde in der Eremitage) und Velázquez. Weiterhin hängen dort Werke von Murillo, Zurbarán und Juan Pantoja de la Cruz.

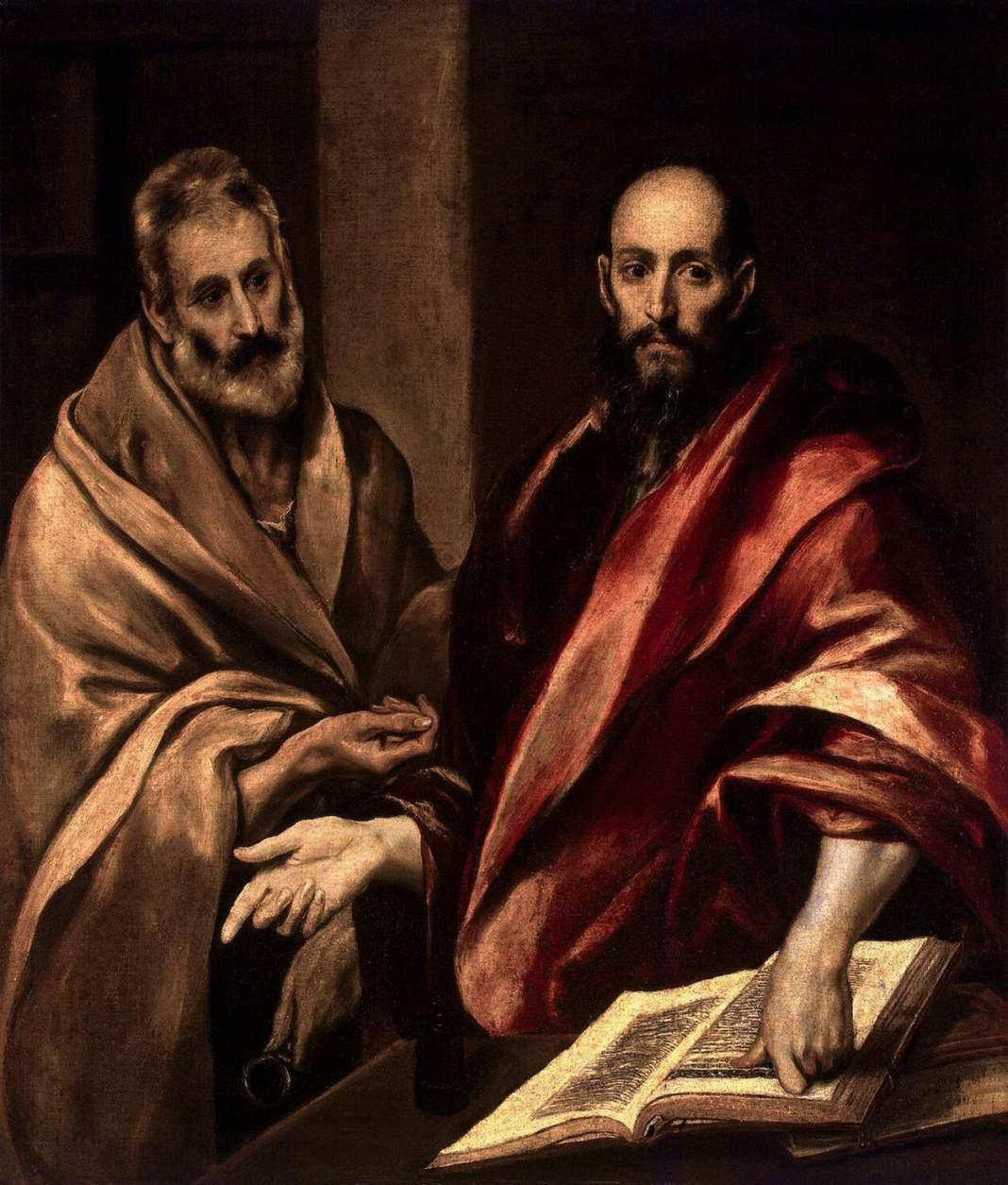
Die Apostel Petrus und Paulus von El Greco (1587/1592)
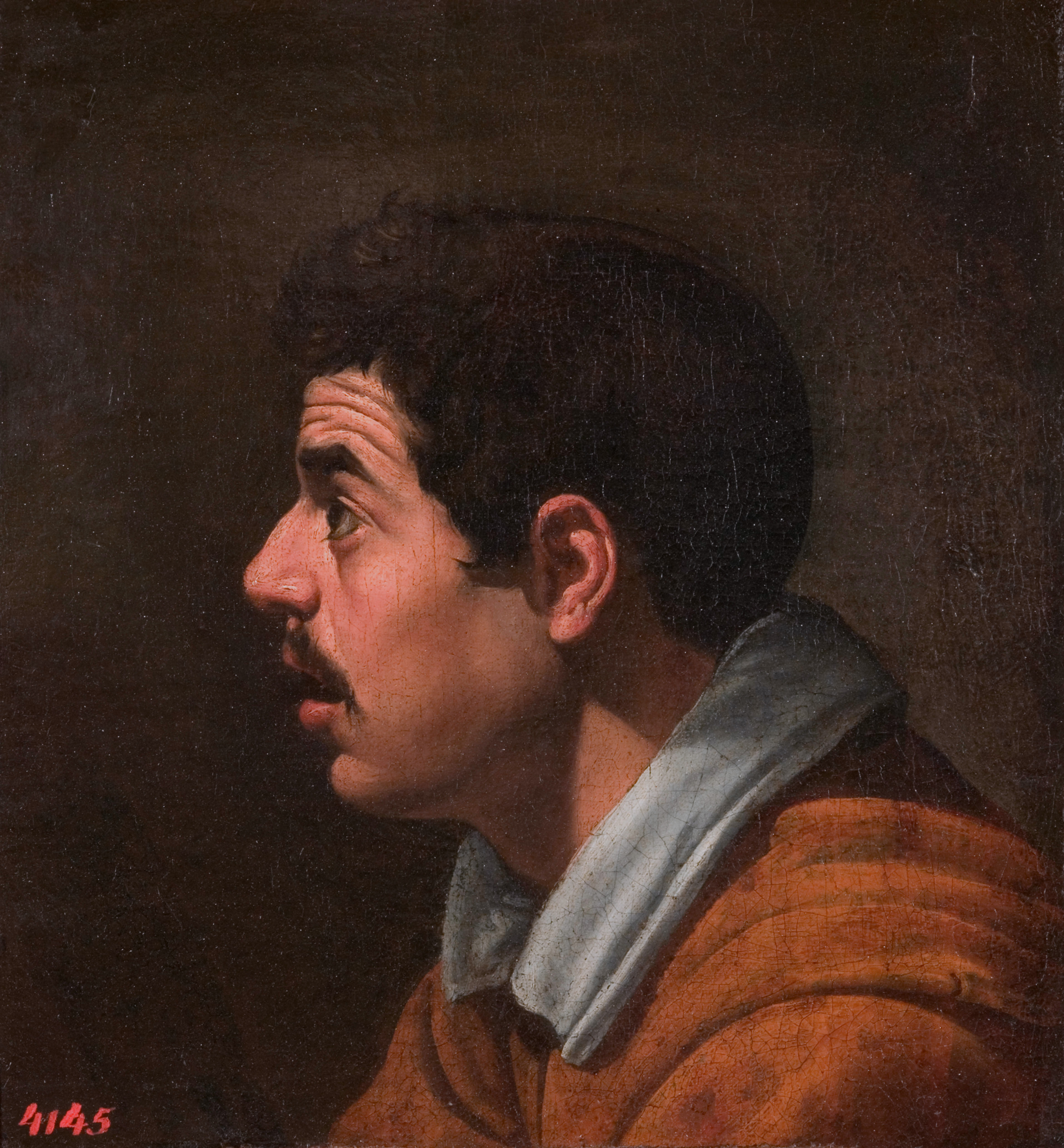
Kopf eines Mannes von Velázquez (1616)
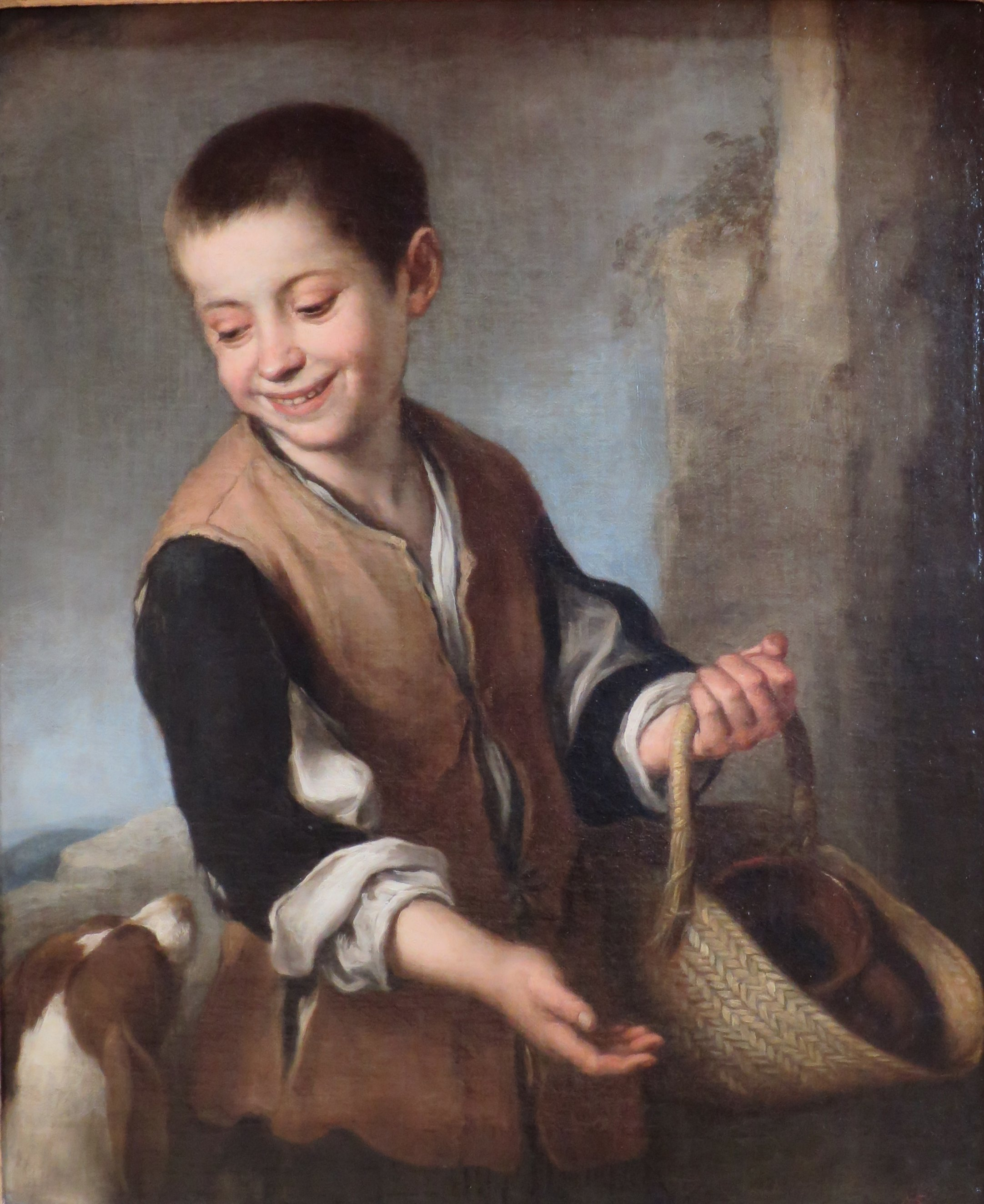
Knabe und Hund von Murillo (1655–1660)
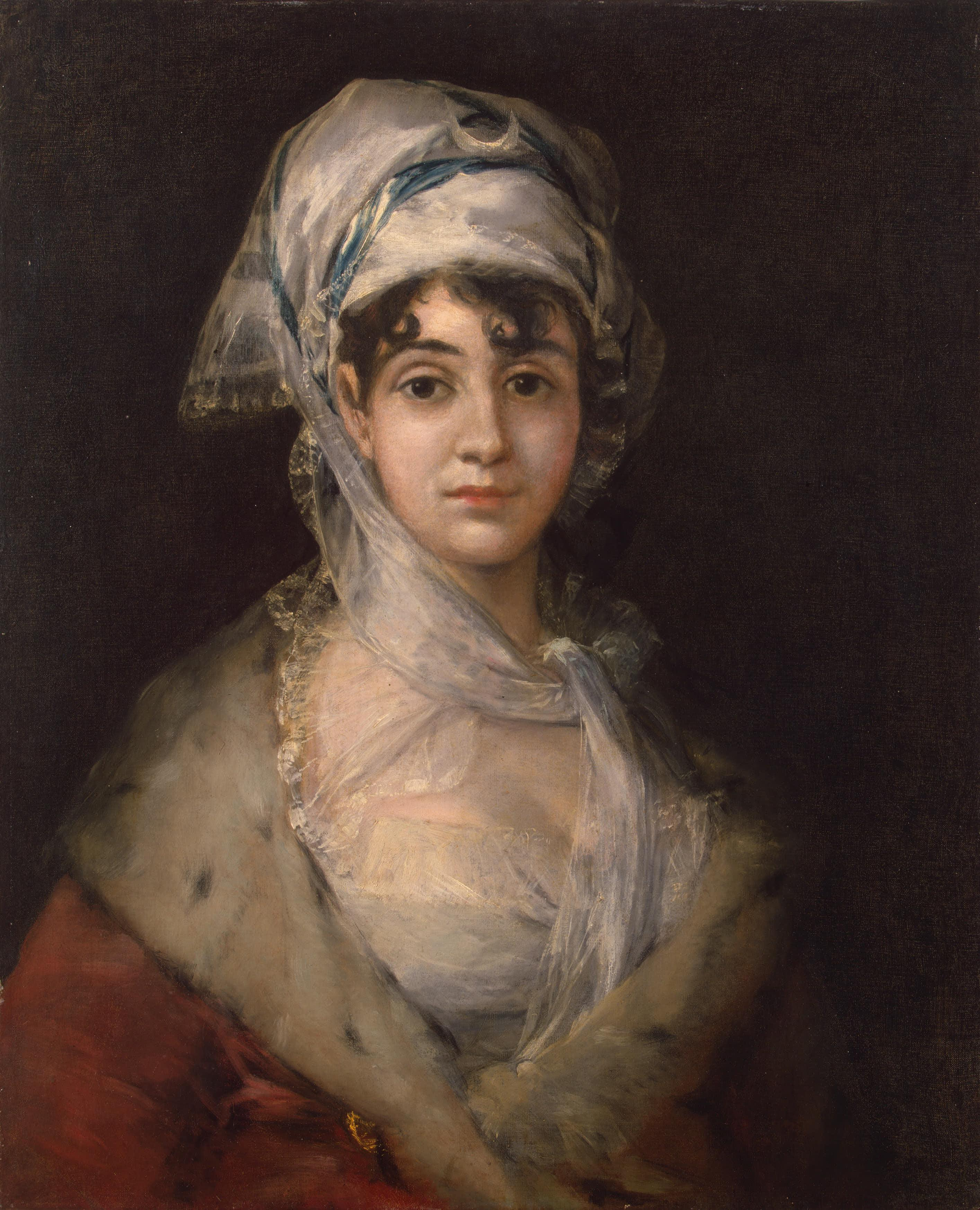
Porträt der Schauspielerin Antonia Zárate von Goya (1810/1811)

#### Flämische Malerei
Die Eremitage beherbergt etwa 500 Gemälde von mehr als 140 Künstlern aus der bedeutendsten Phase der flämischen Schule. Insbesondere hat sie eine bedeutende Sammlung der Werke von Jacob Jordaens sowie von Peter Paul Rubens und seiner Schüler Anthonis van Dyck und Frans Snyders. Allein von Rubens befinden sich 22 Gemälde (unter anderem Perseus und Andromeda und Bacchus) und 19 Zeichnungen in der Sammlung. Begründet wurde dieser Teil der Sammlung 1769, als der russische Staat von den Erben Heinrich von Brühls 600 flämische, niederländische und französische Gemälde kaufte. Darunter waren Rembrandts Bildnis eines Gelehrten und Bildnis eines alten Mannes in Rot sowie vier Landschaftsgemälde von Jacob Izaaksoon van Ruisdael.

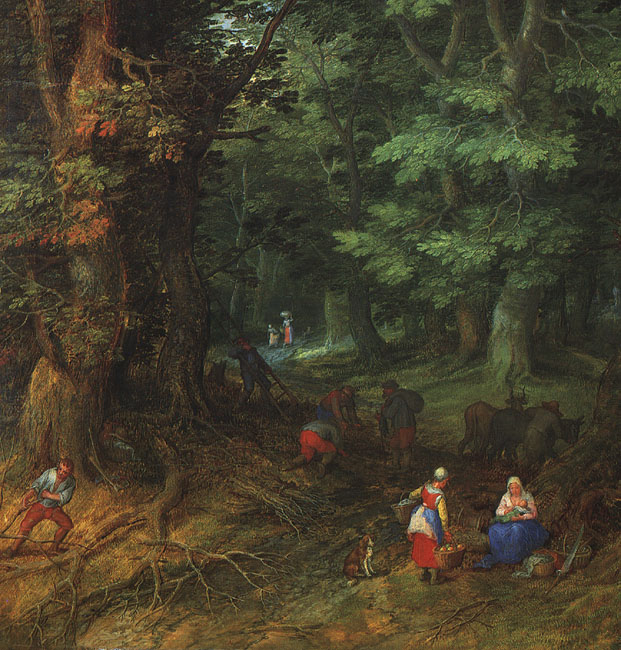
Rast auf der Flucht nach Ägypten (Ausschnitt) von Jan Brueghel dem Älteren (1607)
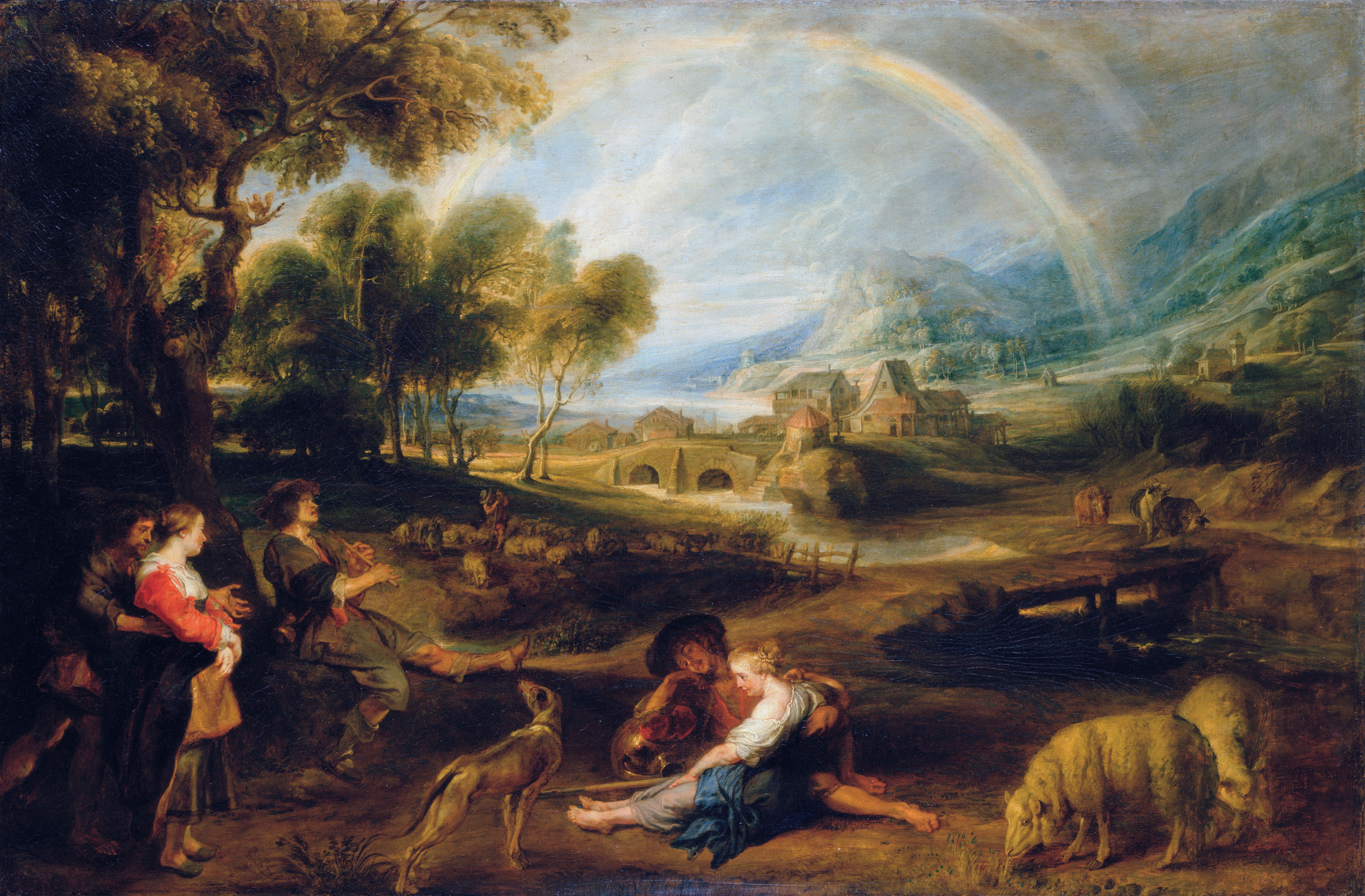
Landschaft mit Regenbogen von Peter Paul Rubens (1630–1635)
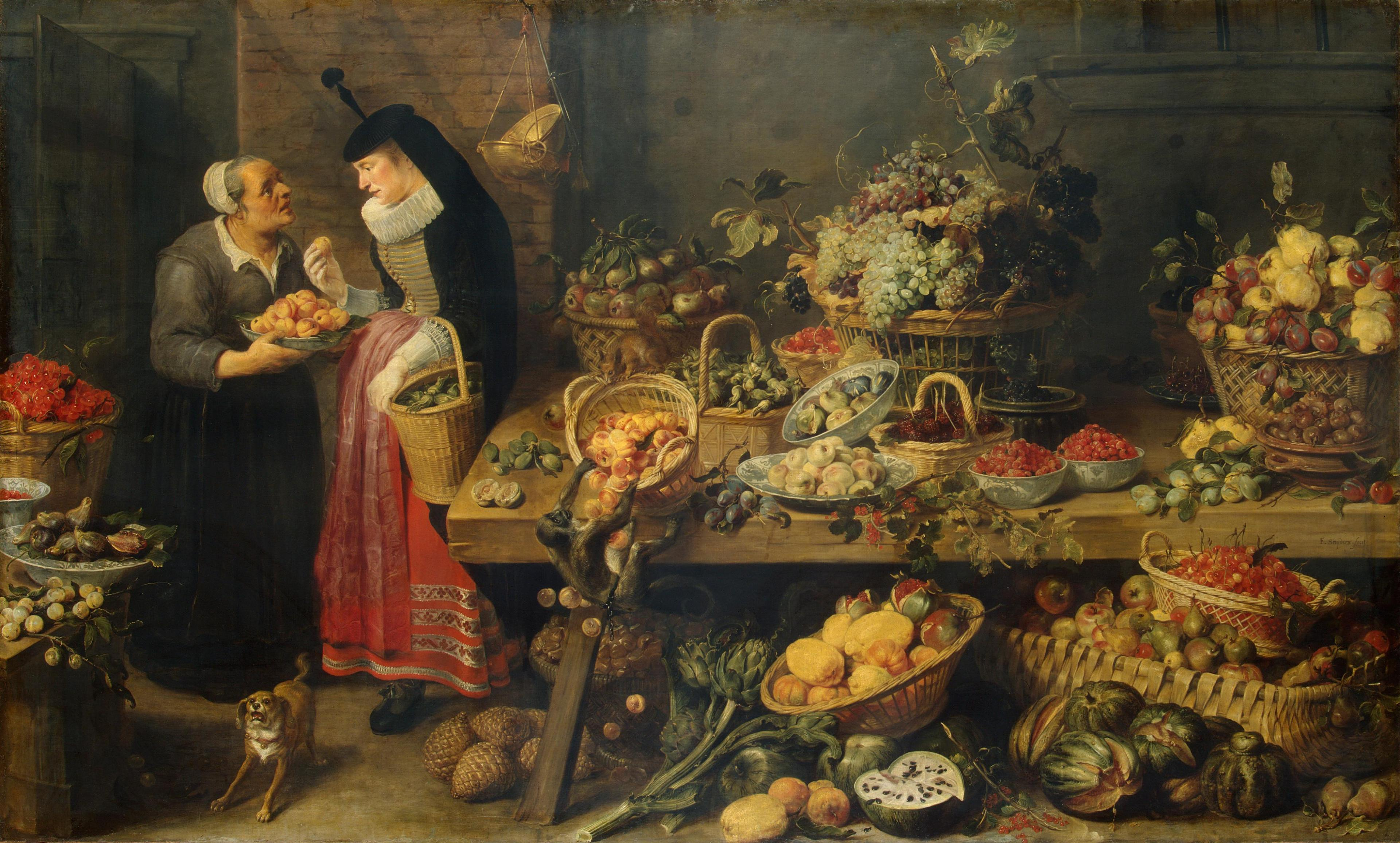
Obststand von Frans Snyders (1618–1621)
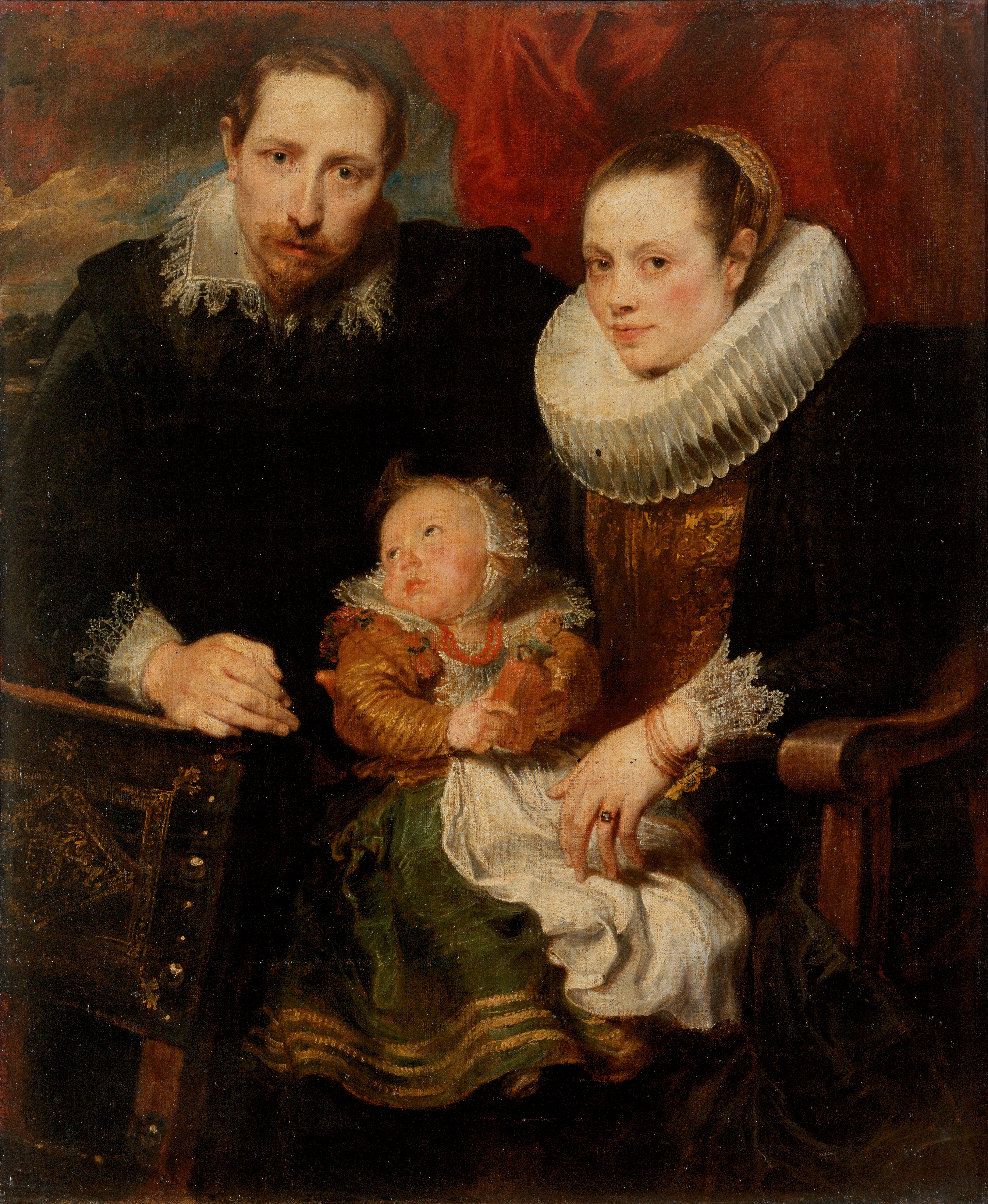
Familienporträt, Anthonis van Dyck, 1621 (im Van-Dyck-Saal)

#### Niederländische Malerei
Neben der Malerei des frühen 20. Jahrhunderts ist wahrscheinlich die Ausstellung der Bilder Rembrandts der bekannteste Teil der Kunstsammlung. Das Museum beherbergt mit mehr als 20 Gemälden die größte Sammlung außerhalb der Niederlande; bedeutende Gemälde sind beispielsweise Saskia als Flora (1634), Danae (1636) und Die Rückkehr des verlorenen Sohnes (1668/69). Daneben sind weitere 1000 Stücke niederländischer Maler ausgestellt. Vertretene Künstler sind Lucas van Leyden, Rogier van der Weyden, Jacob van Utrecht, Jan van Goyen, Jacob van Ruisdael, Jan Steen, Gerard ter Borch, Pieter de Hooch, Adriaen van Ostade, Isaac van Ostade, Paulus Potter, Willem Claesz Heda, Willem Kalf und von Frans Hals.

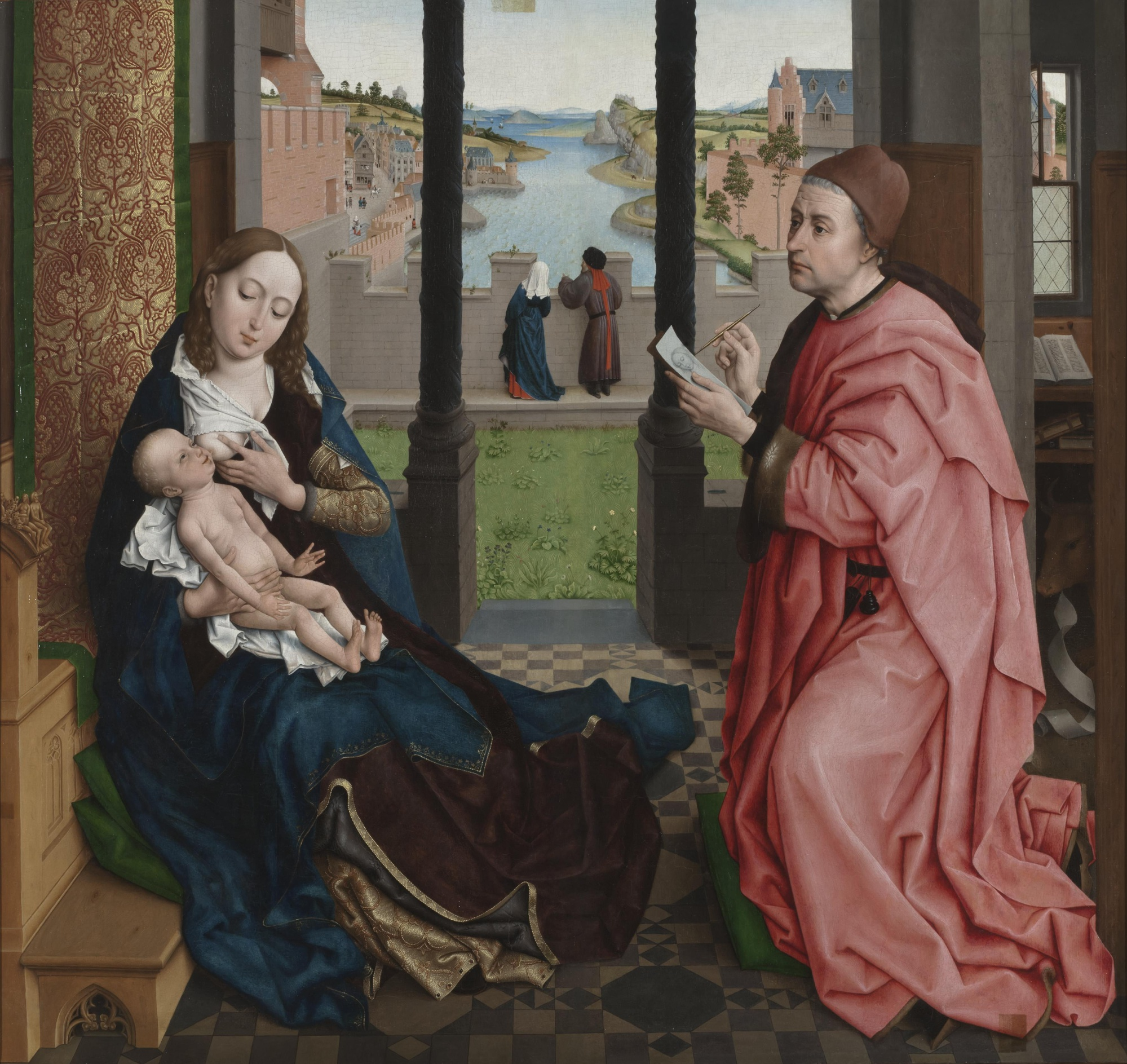
Der hl. Lukas zeichnet die Madonna, Rogier van der Weyden (Kopie, Original um 1440)
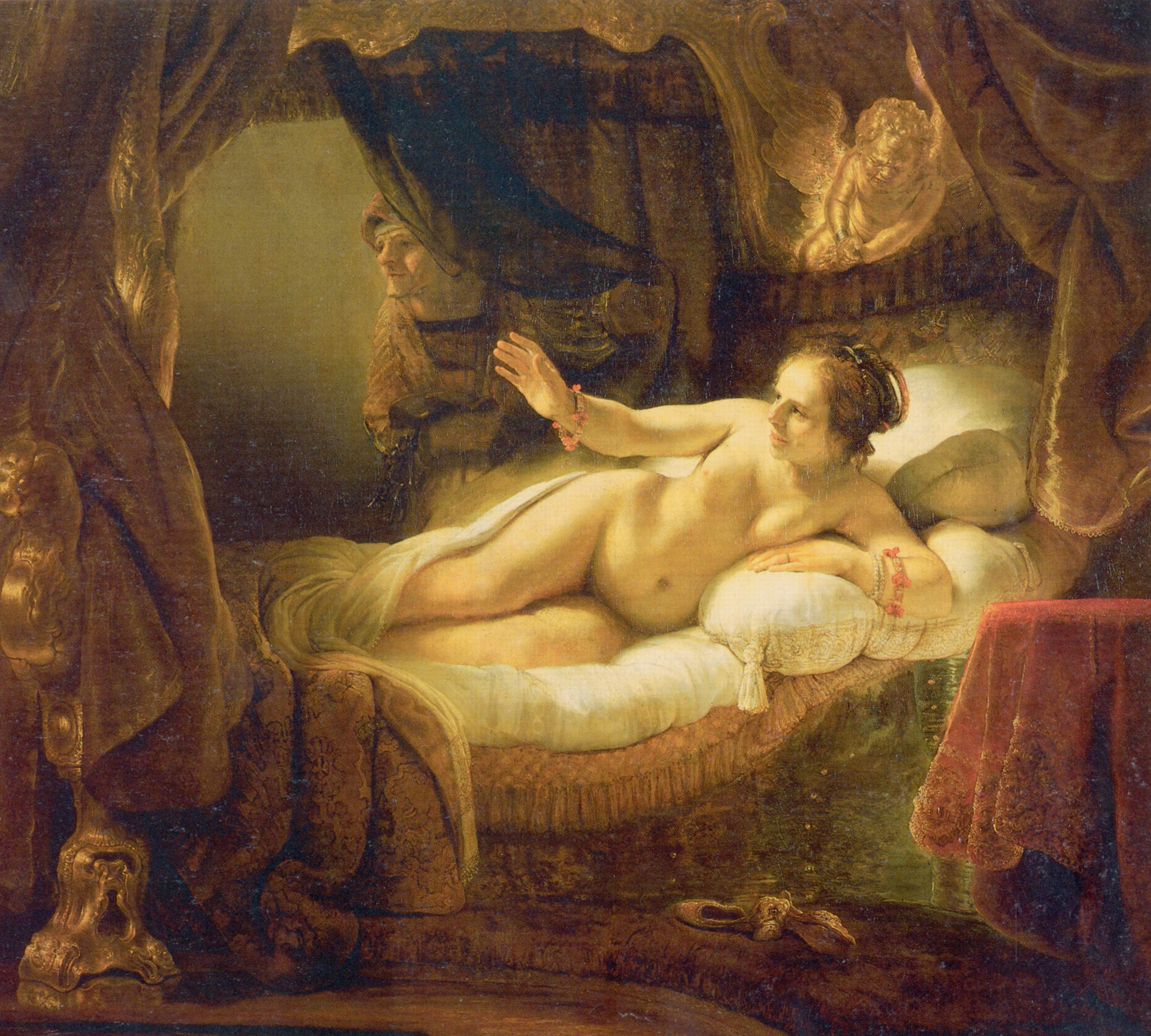
Danae von Rembrandt (1636)
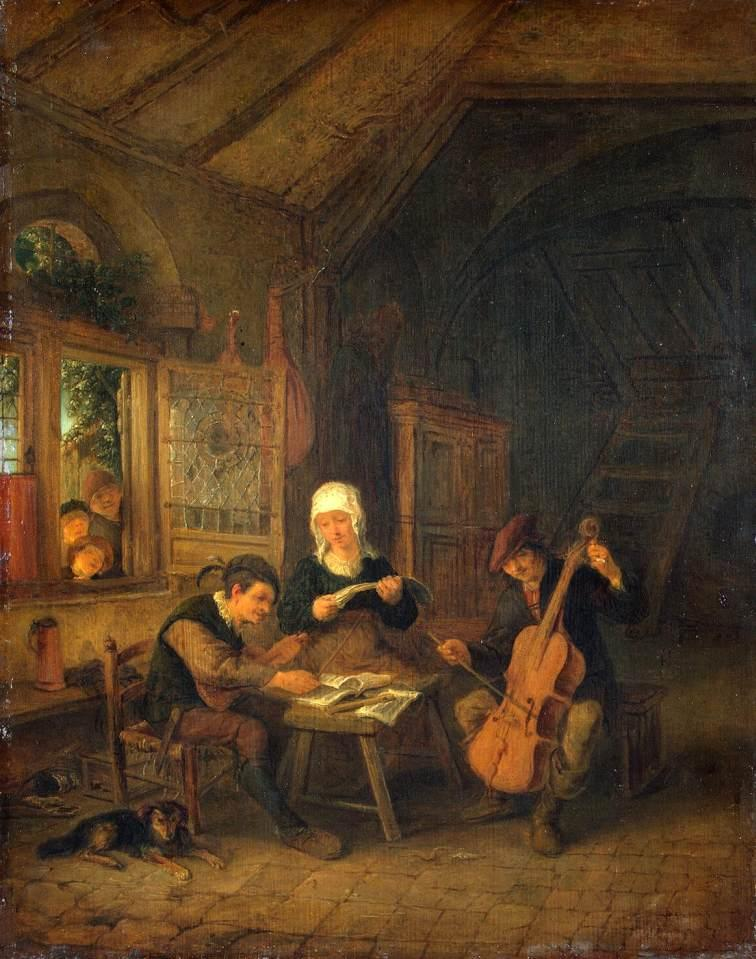
Dorfmusiker von Adriaen van Ostade (1645)
Fliederstrauch von Vincent van Gogh (1889)

#### Französische Malerei
Die Eremitage beherbergt eine große Auswahl klassischer französischer Maler. Dazu gehören Nicolas Poussin, Claude Gellée, Gemälde der Brüder Le Nain, von Antoine Watteau, François Boucher, Jean-Honoré Fragonard, Hubert Robert, Jean Baptiste Greuze und Jean Siméon Chardin.
Die besonders bekannte Sammlung früher moderner Malerei, die – bis zum historischen Bruch 1917 – einen umfassenden Einblick in die Entwicklung der Malerei erlaubt befindet sich seit 2014 im gegenüberliegenden Generalstabsgebäude. Dazu gehören sieben Bilder von Claude Monet, weitere von Édouard Manet, Pierre-Auguste Renoir, Alfred Sisley, Paul Cézanne, Paul Gauguin, 37 Bilder von Henri Matisse und 31 Bilder von Pablo Picasso.

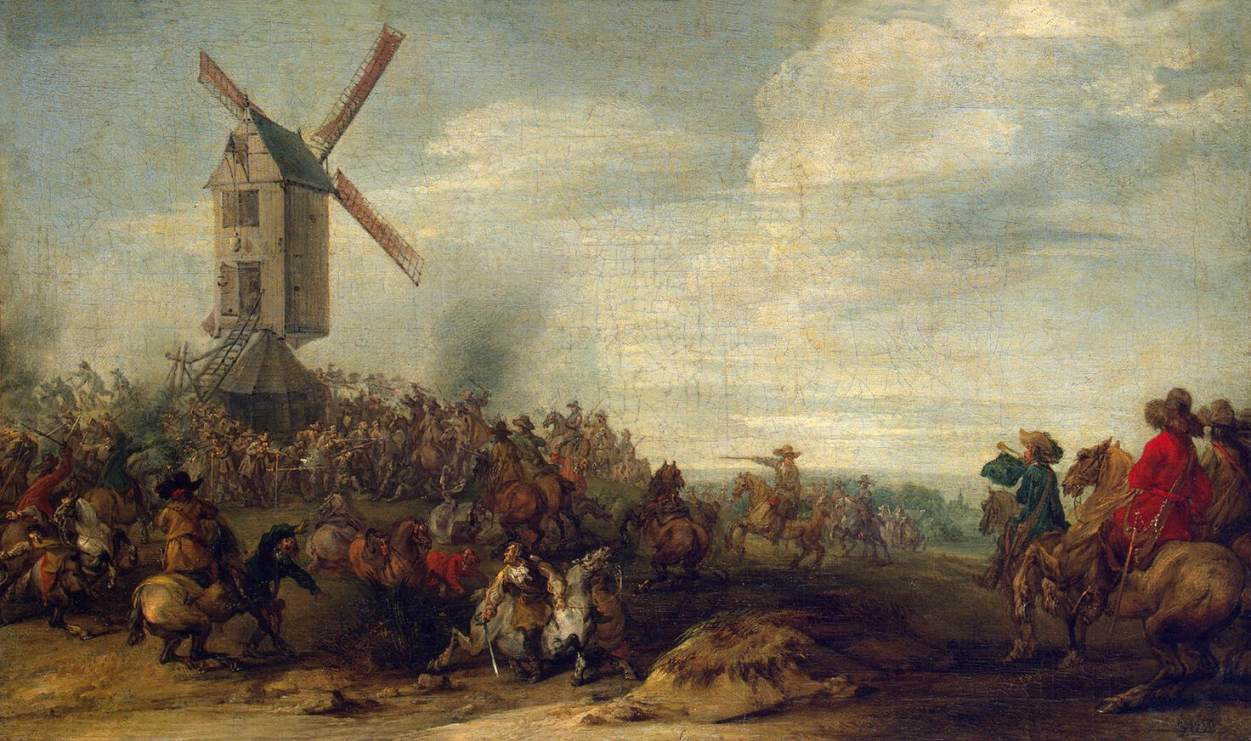
Schlacht bei der Windmühle von Joseph Parrocel (2. Hälfte des 17. Jahrhunderts)
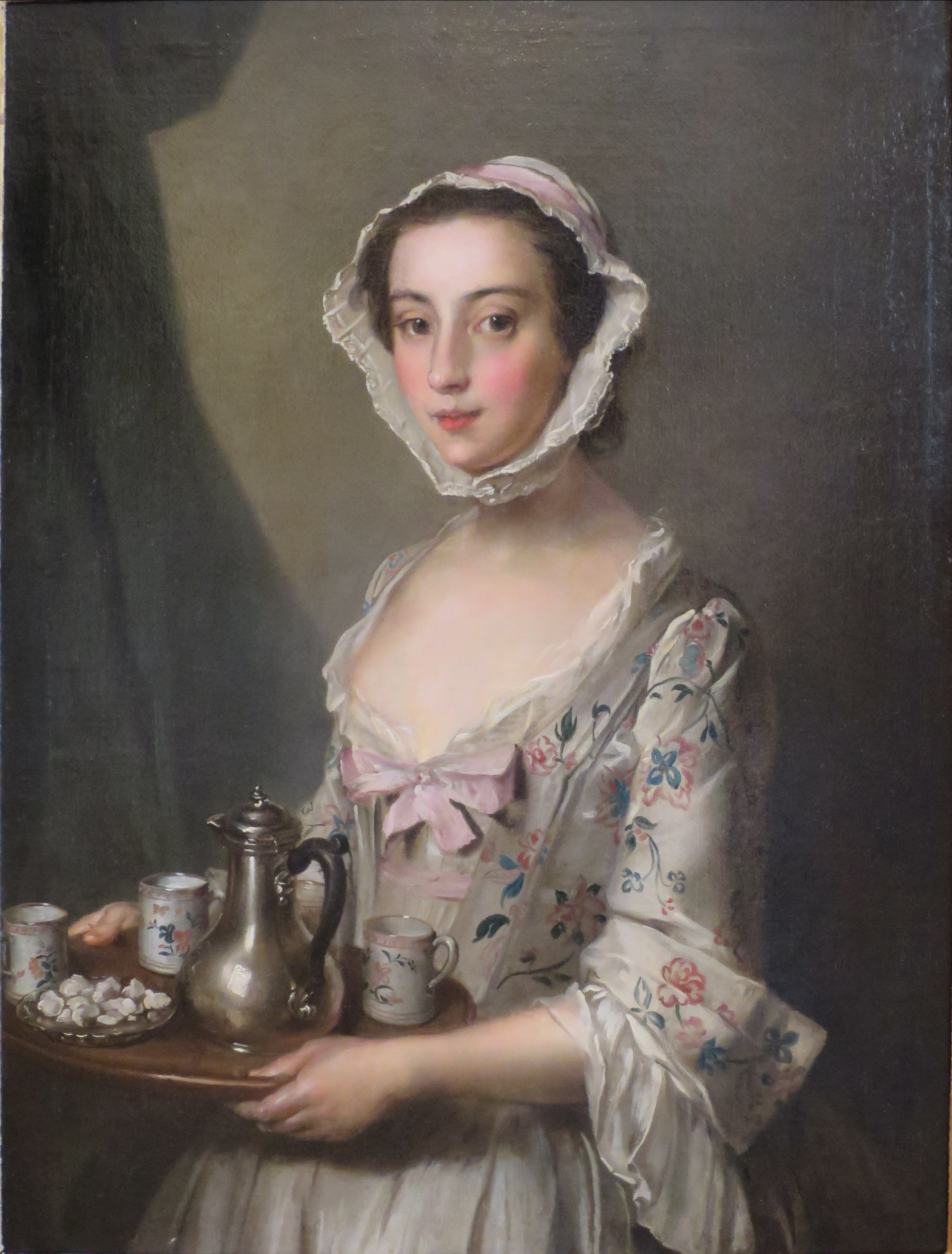
Mädchen mit Tablett von Philip Mercier (1750)
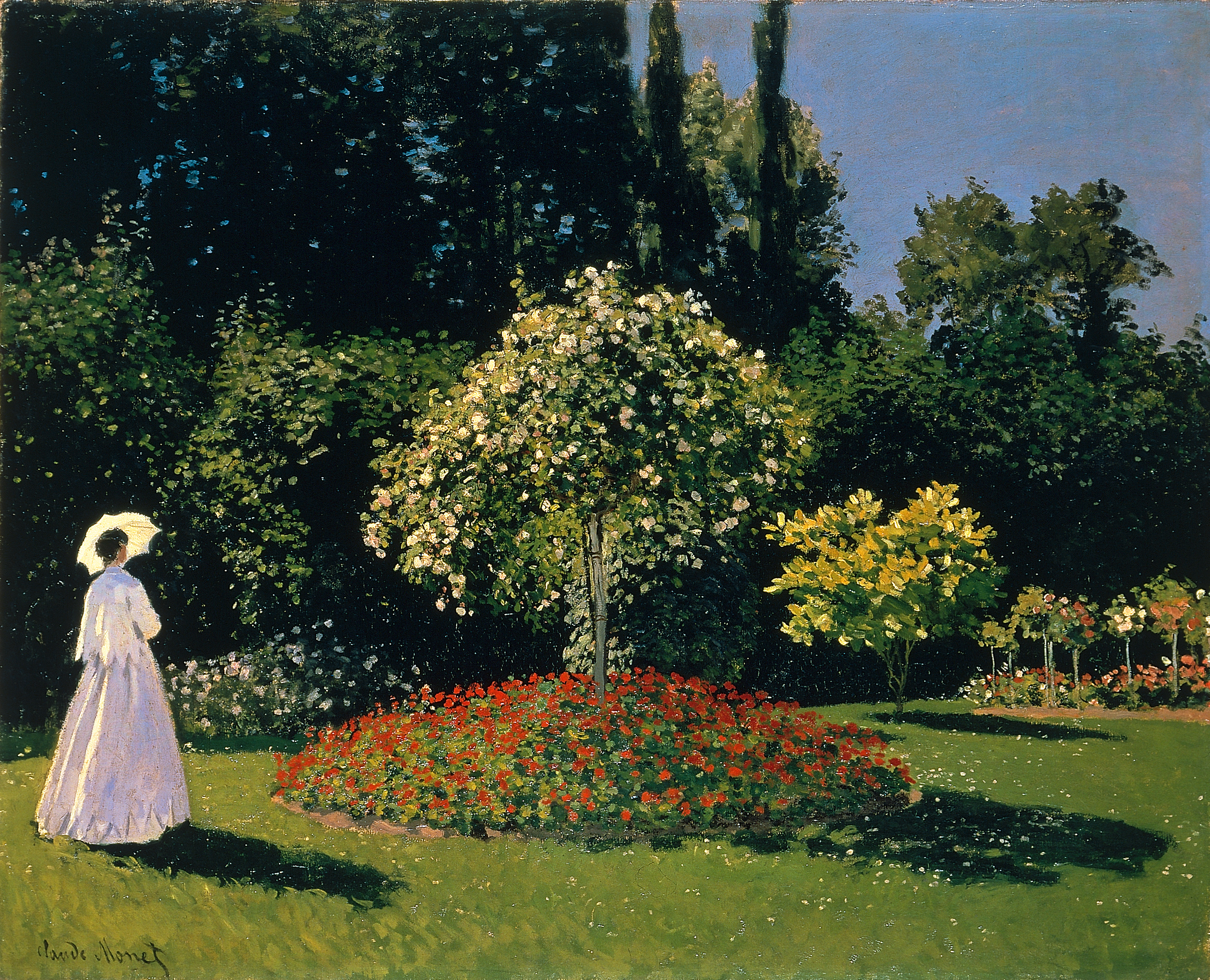
Frau im Garten (Dame au jardin à Saint-Adresse) von Claude Monet (1867)
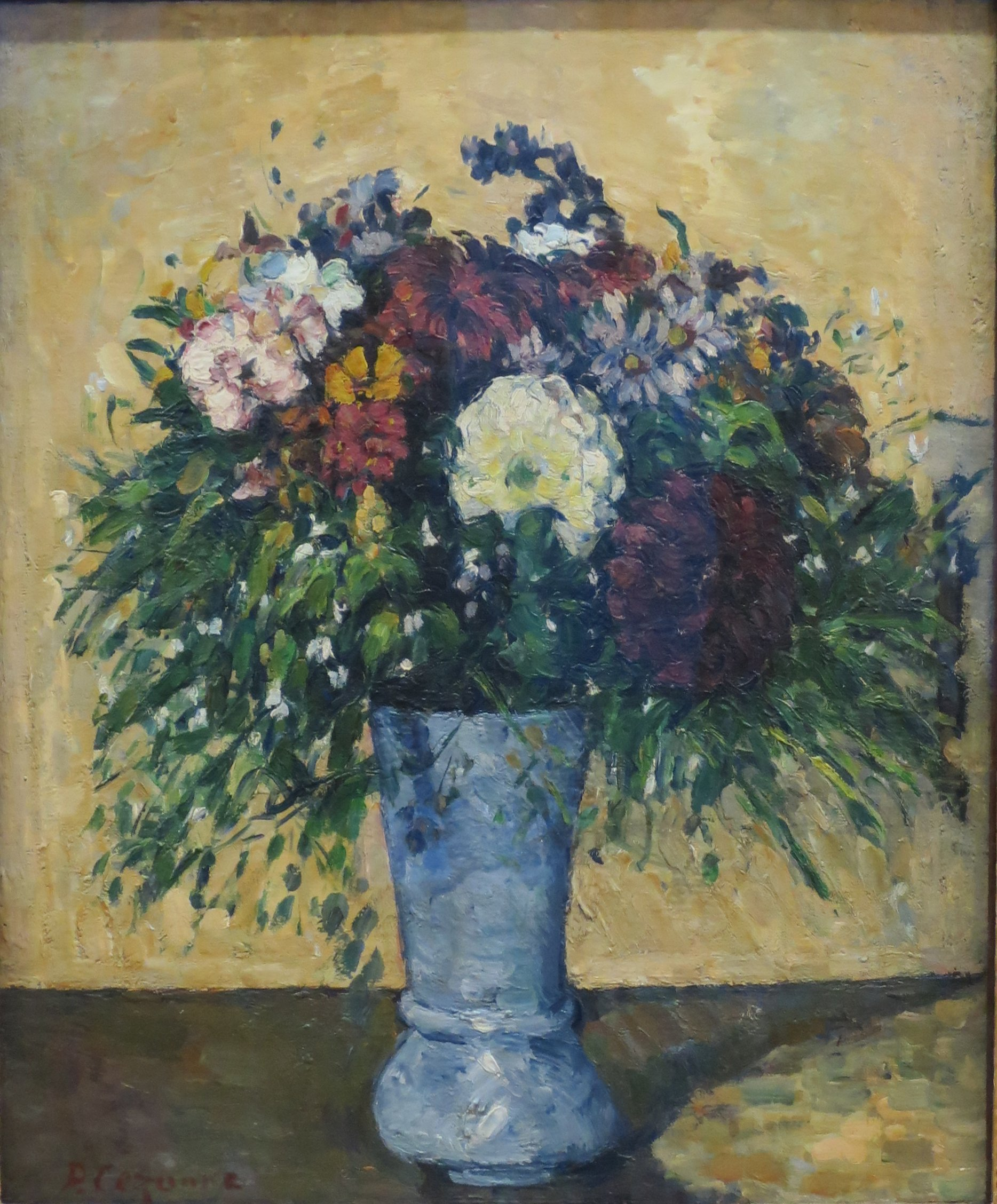
Blumenstrauß in blauer Vase von Paul Cézanne (um 1877)

#### Deutsche Romantik
Die Eremitage beherbergt in einem großen Raum Gemälde der Deutschen Romantik, insbesondere mehrere Gemälde von Caspar David Friedrich sind hier zu sehen.

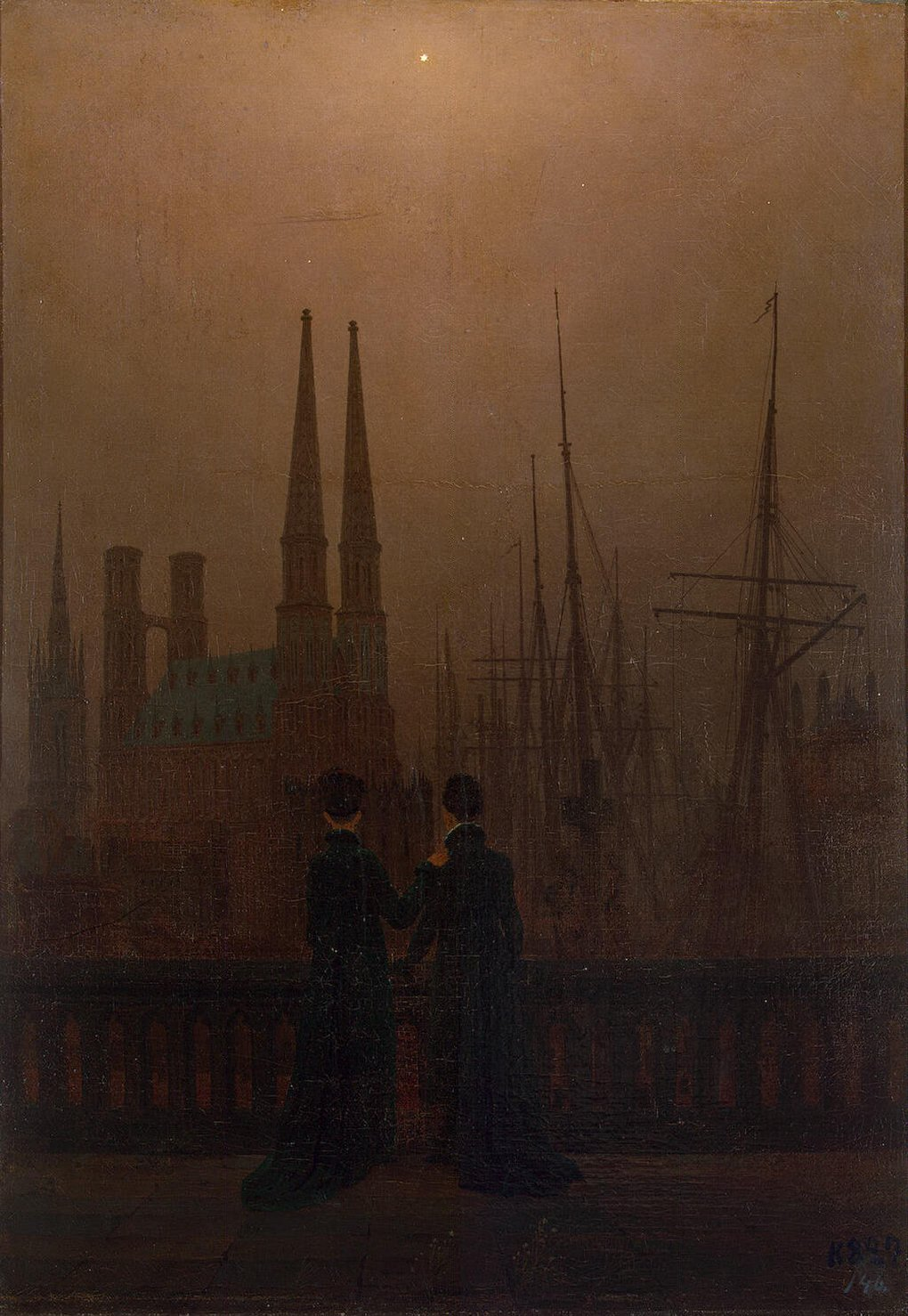
Nacht im Hafen (Schwestern), 1818
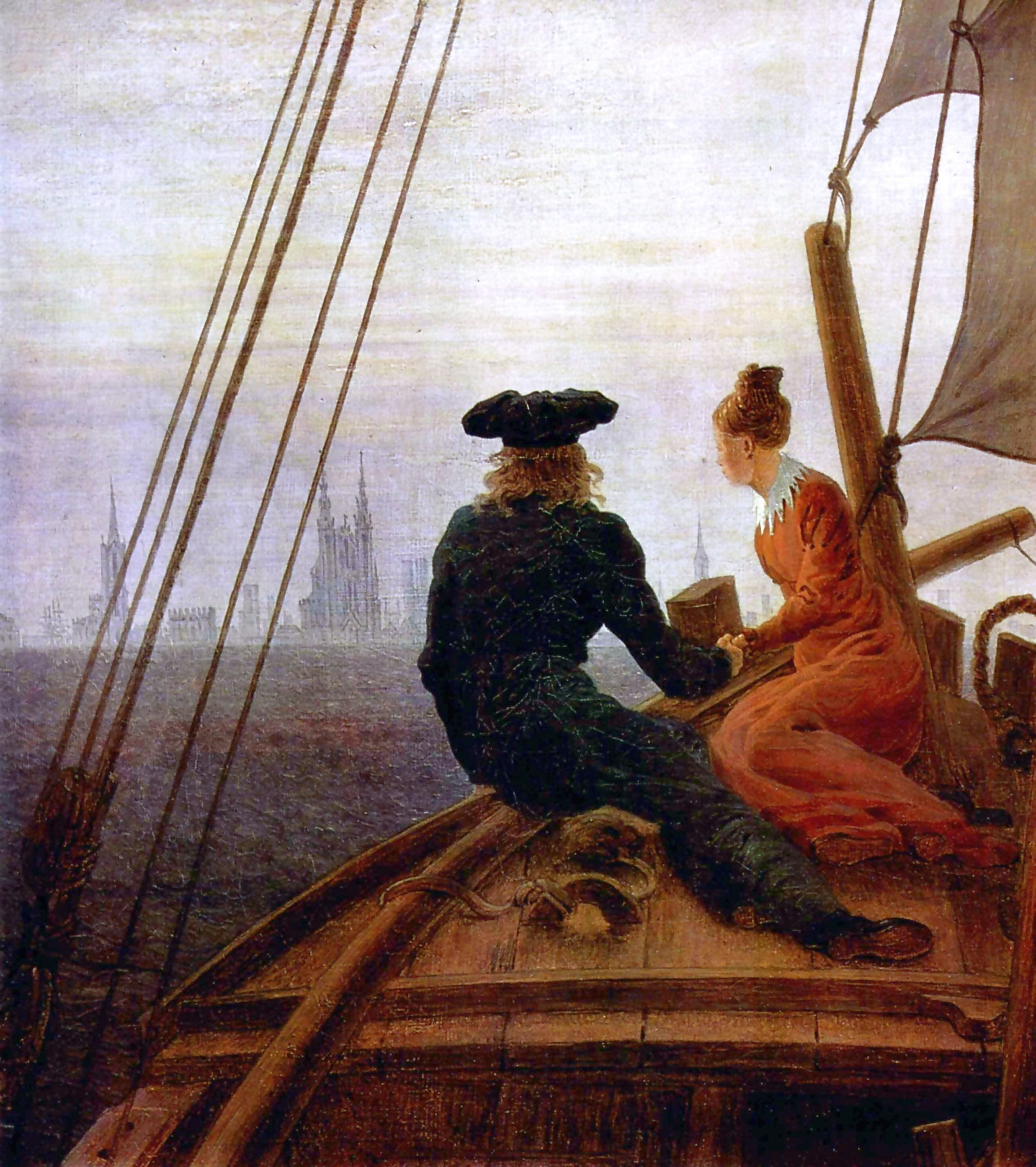
Auf dem Segler (1818/1819)
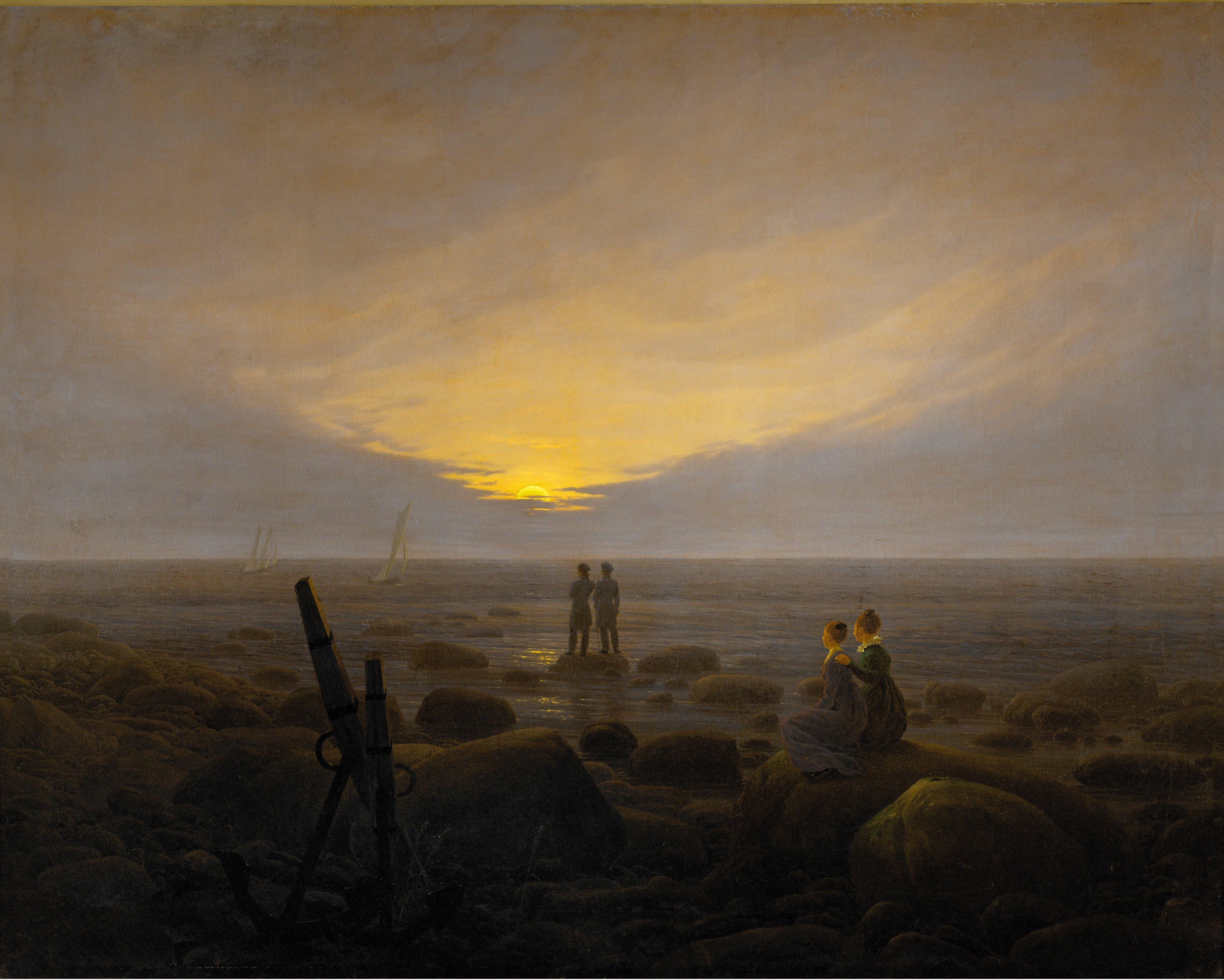
Mondaufgang am Meer (1822)
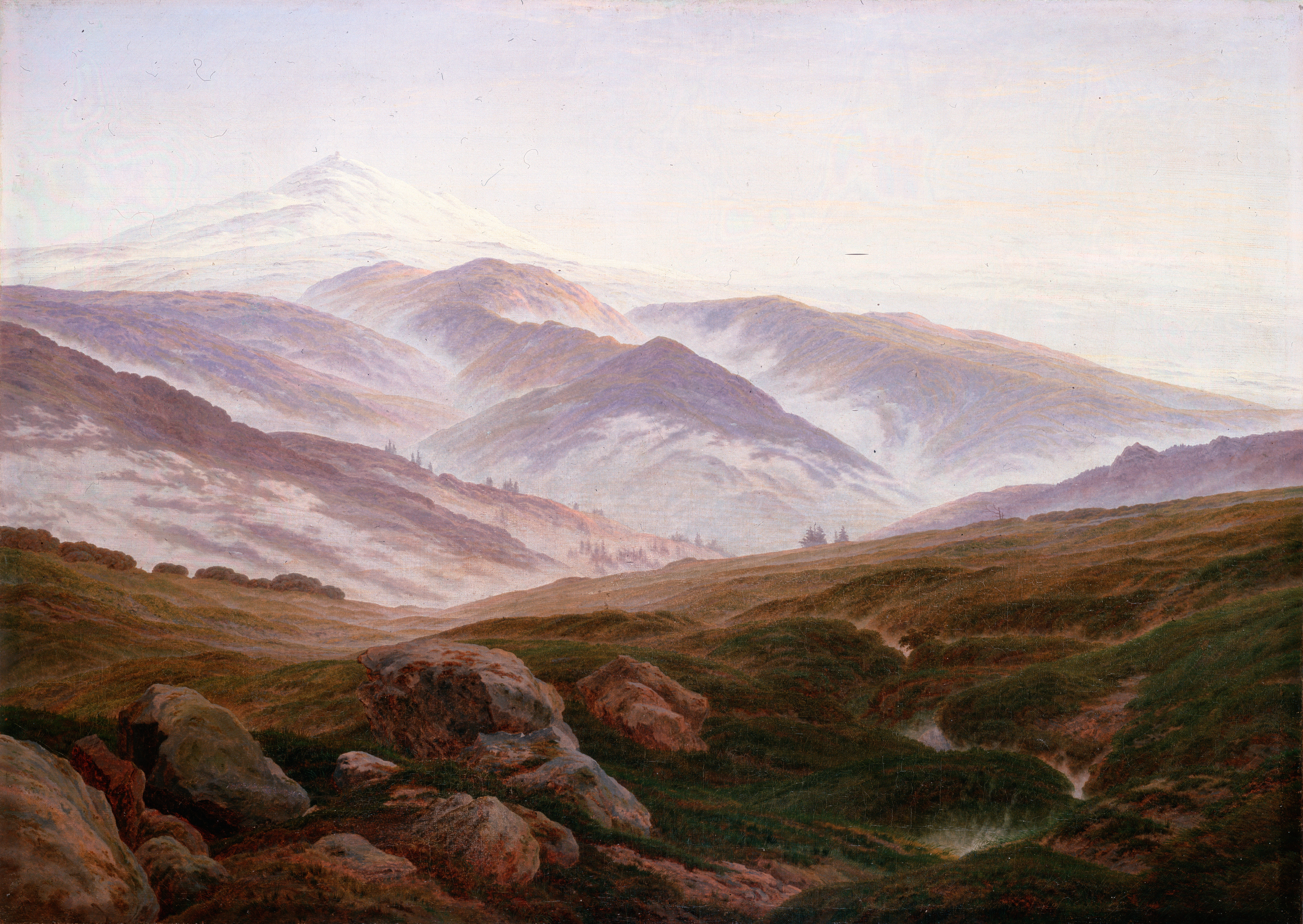
Erinnerungen an das Riesengebirge
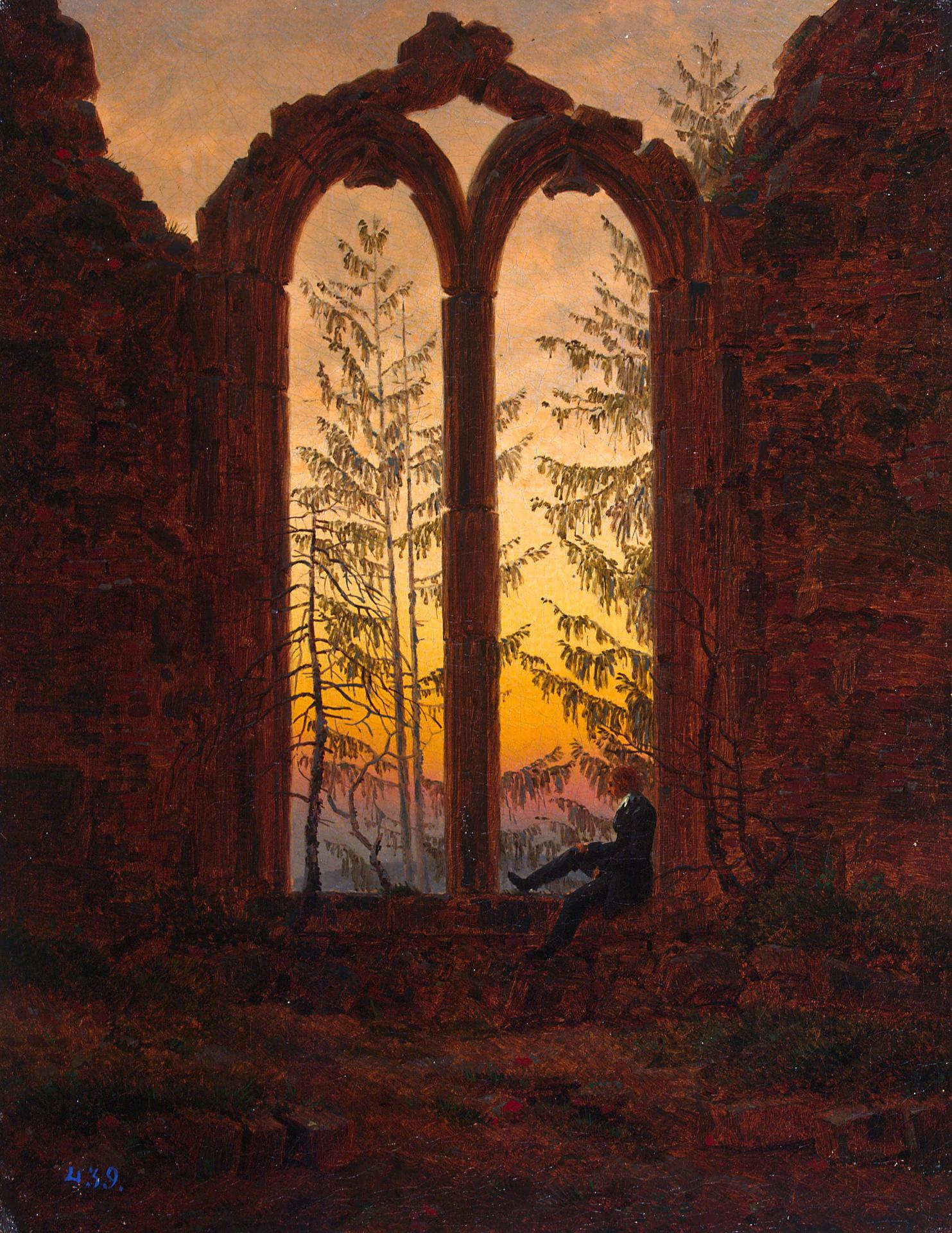
Der Träumer (Klosterruine Oybin)

#### Weitere Maler
Andere vertretene Maler sind u. a. Lucas Cranach der Ältere, Johann Friedrich Tischbein, Joshua Reynolds, Thomas Gainsborough, William Allan. Von Kasimir Malewitsch ist Das Schwarze Quadrat zu sehen.

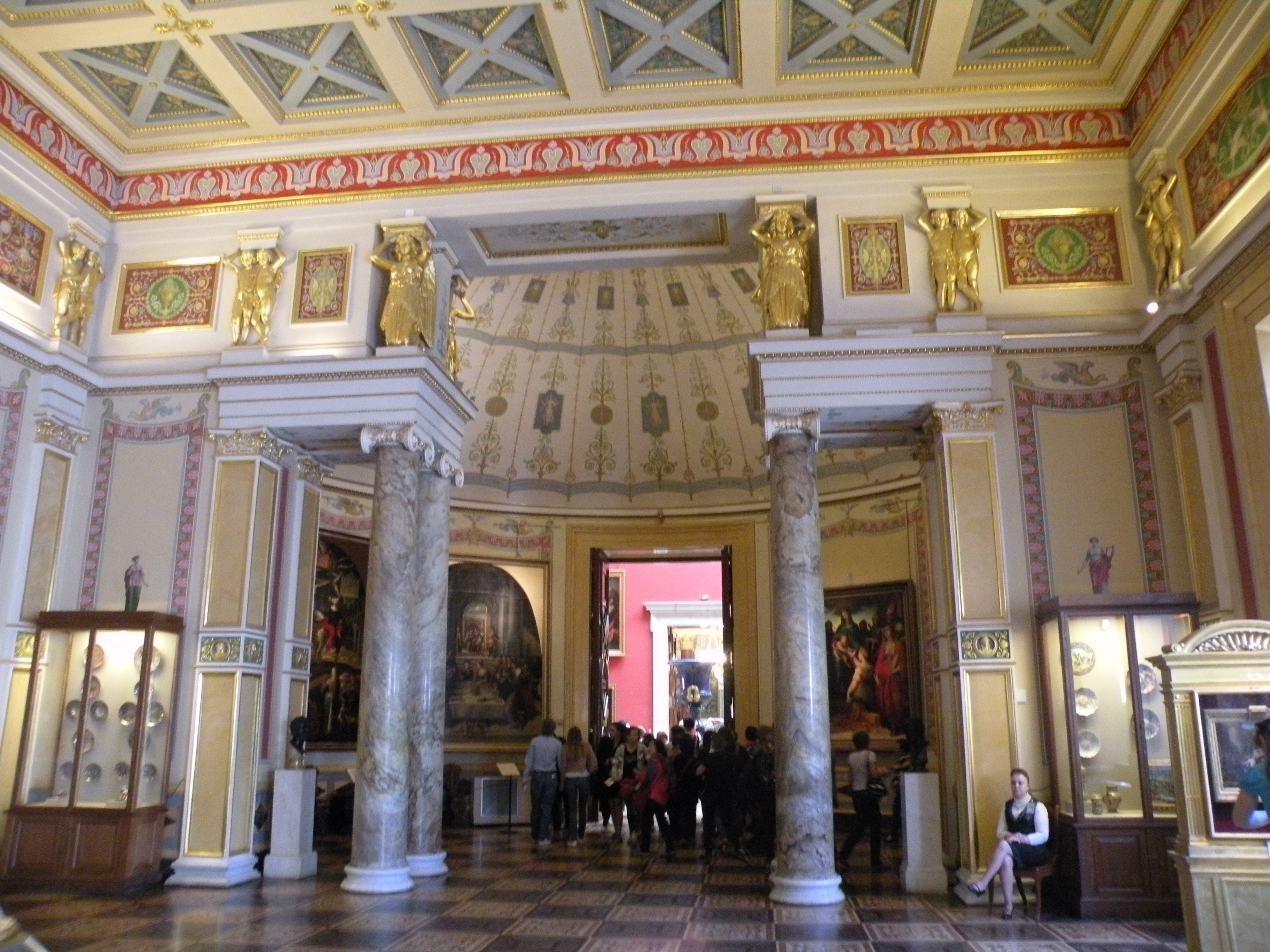
Der Majolika-Raum in der Neuen Eremitage von Leo von Klenze

#### Weitere bildende Künste
Während die Malerei der Kern der Sammlung ist, beherbergt die Eremitage auch Zeichnungen, mehr als 50.000 Druckgraphiken (Holzschnitte, Lithographien, Radierungen) verschiedener Genres und Epochen sowie umfangreiche Sammlungen angewandter Kunst. Dazu gehören insbesondere Kirchengerät des 11. bis 15. Jahrhunderts, Emailarbeiten und Elfenbeinschnitzereien des 15. bis 18. Jahrhunderts.
In der Eremitage stehen umfangreiche Sammlungen an venezianischem, deutschem und spanischem Glas des 15. bis 20. Jahrhunderts, Majolika und Fayencen. Weiterhin gehören 14.000 Stück Porzellan aus allen großen Manufakturen, darunter besonders Meißen und Sèvres, zur Sammlung. Ebenfalls zur angewandten Kunst zählen große und bedeutende Sammlungen an Teppichen, Gobelins und Möbelkunst.
Die Sammlung der Plastiken ist mit mehr als 2.000 Objekten eine der größten der Welt. Sie enthält unter anderem Werke von Michelangelo und Rodin.

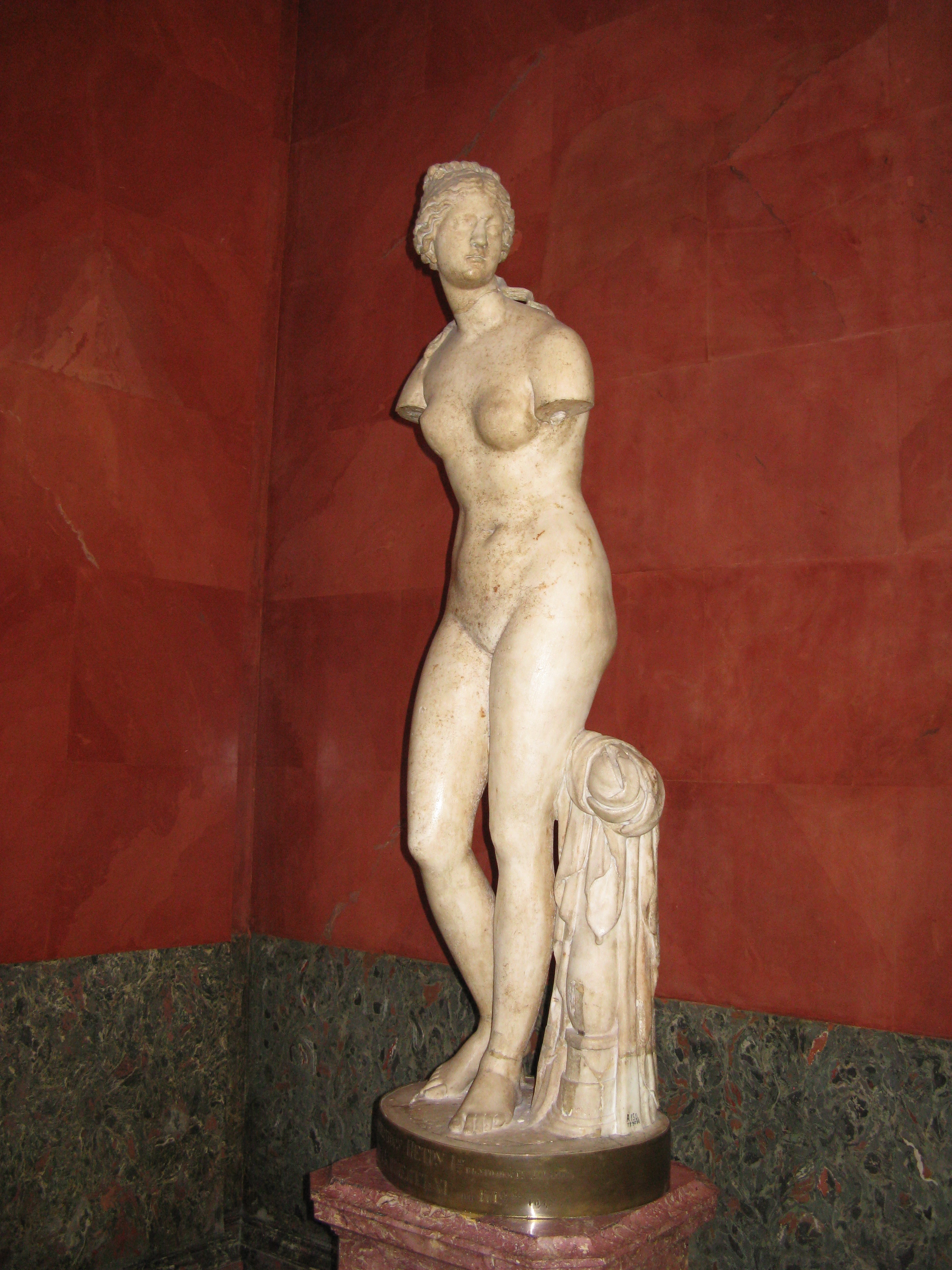
Venus von Tauris
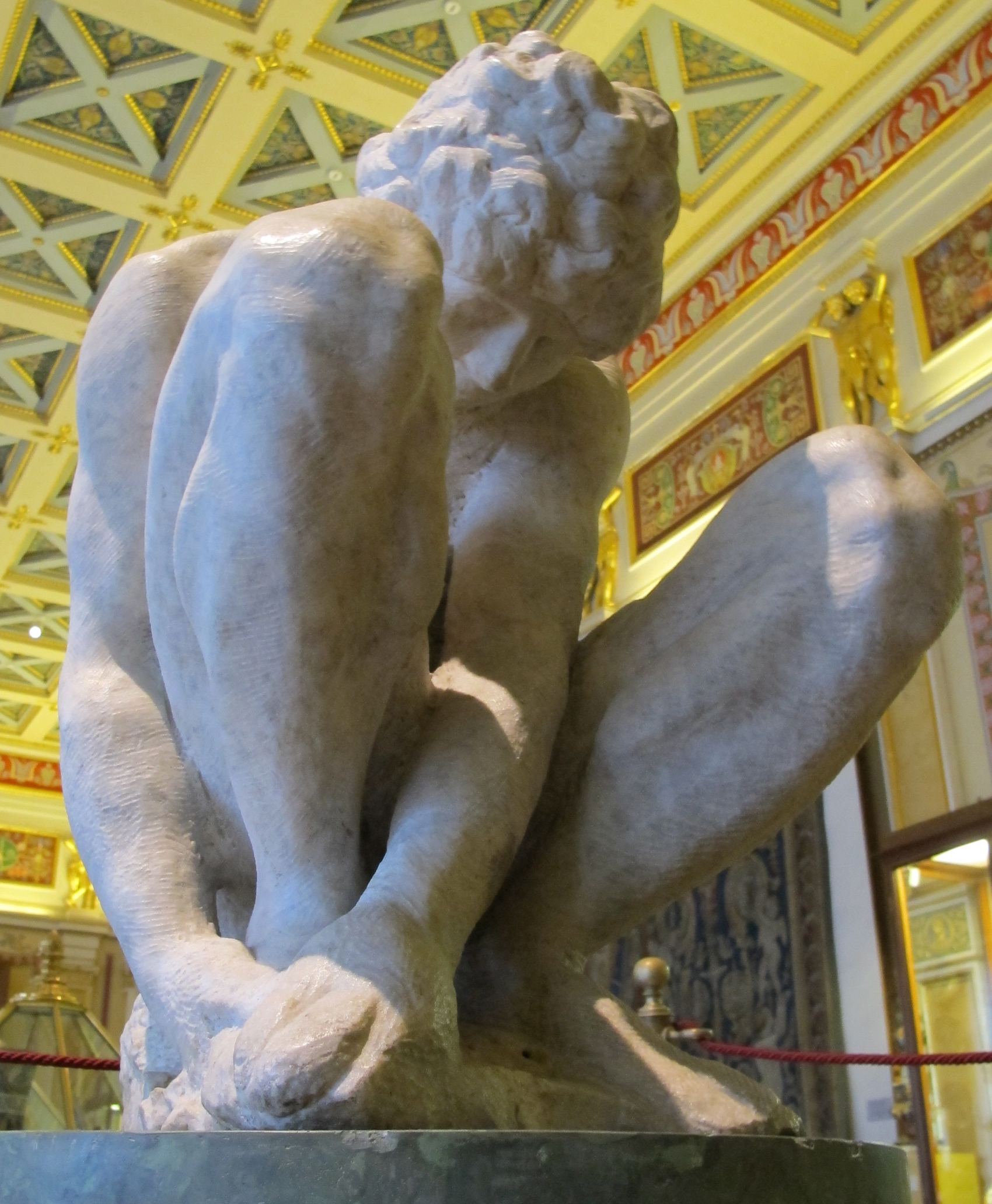
Statue eines kauernden Knaben von Michelangelo
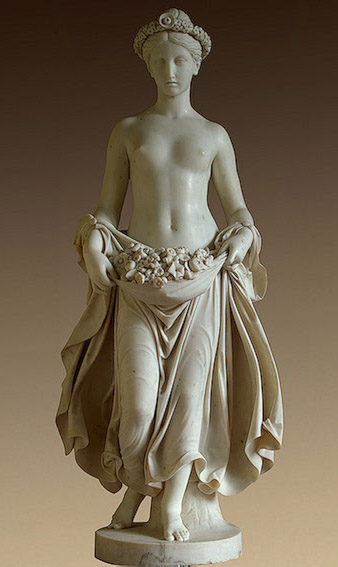
Flora von Pietro Tenerani
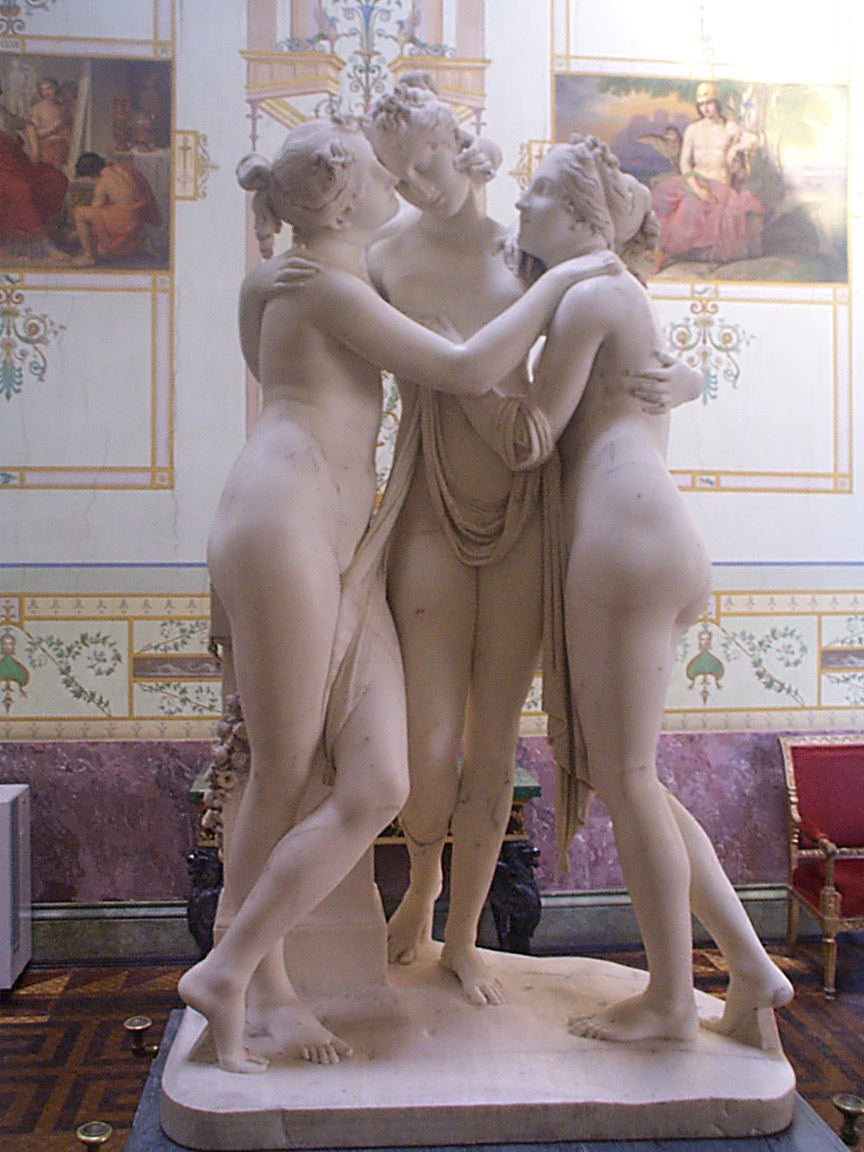
Die drei Grazien von Antonio Canova
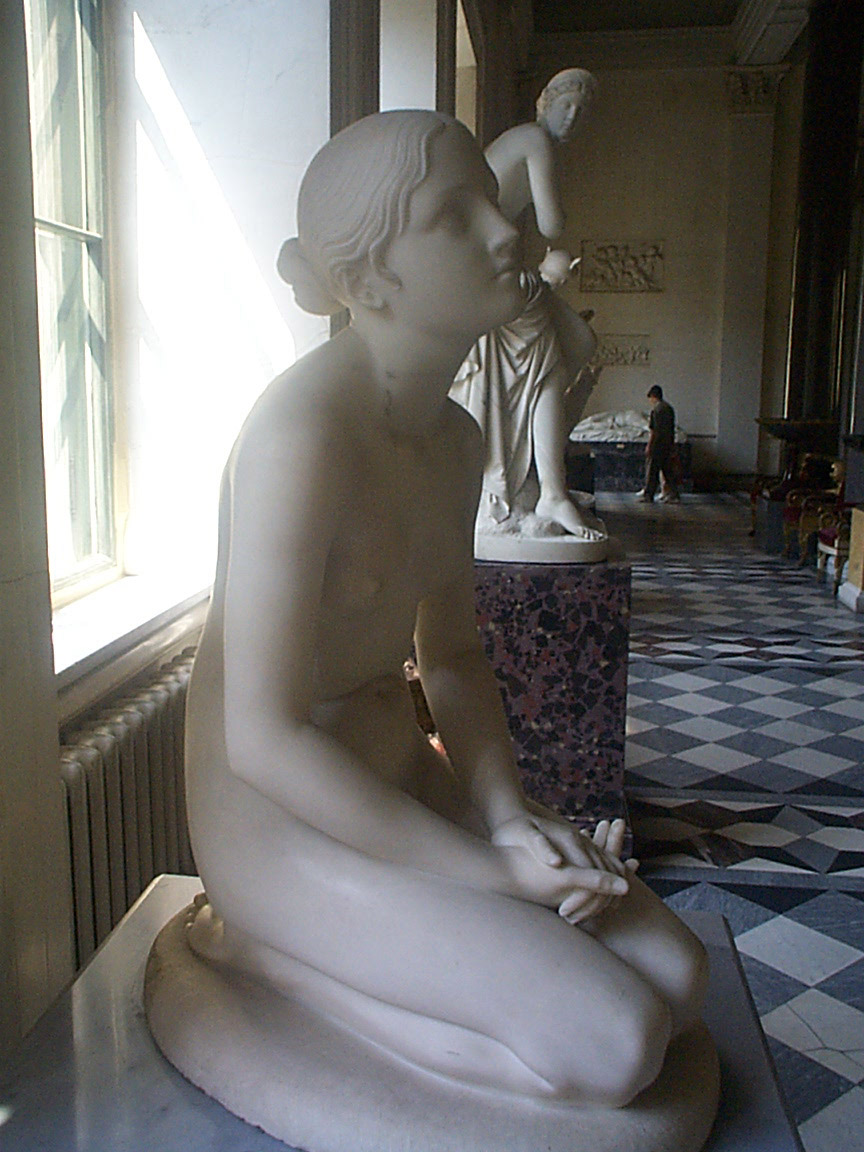
La Fiducia in Dio (Das Gottvertrauen) von Lorenzo Bartolini

## Medien

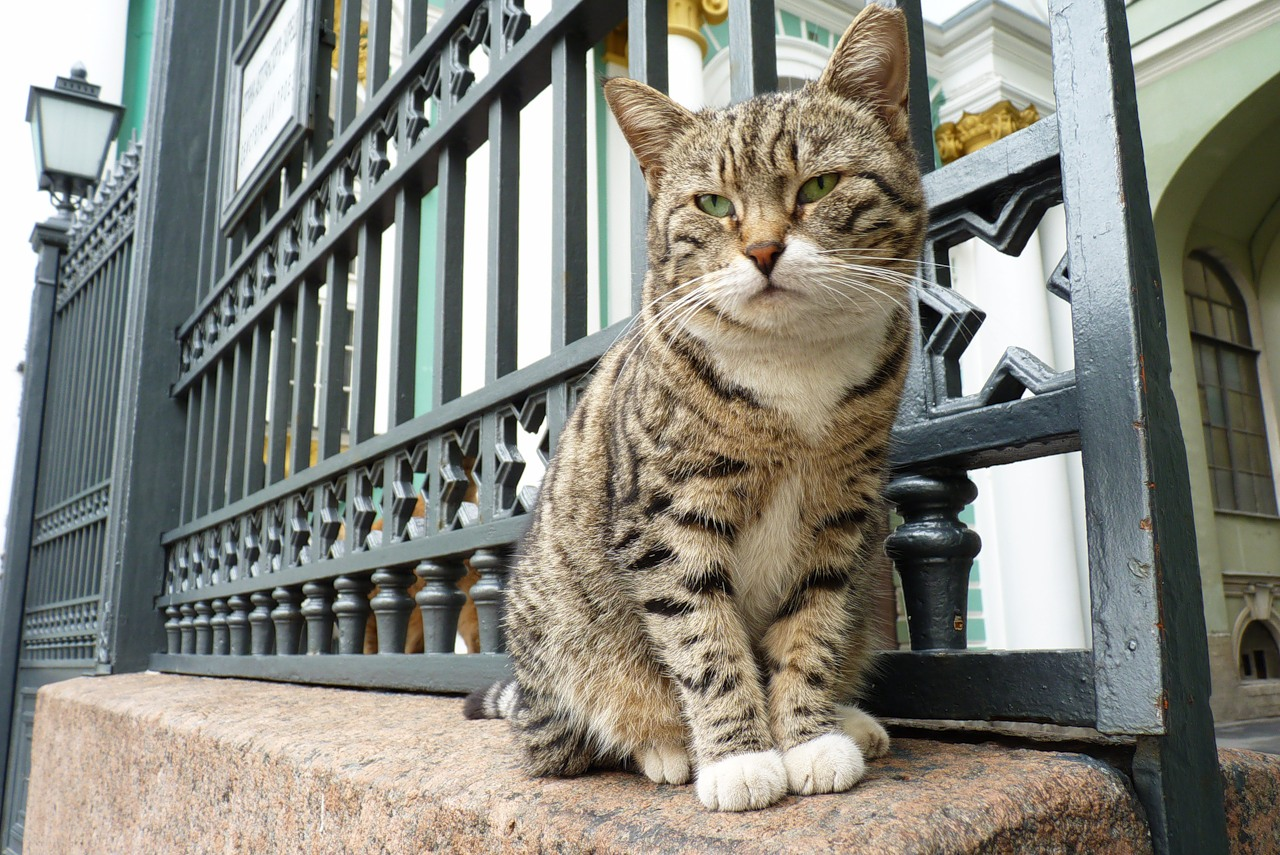
Eine Katze der Eremitage

Für eine große internationale Resonanz sorgte der deutsch-russische Spielfilm Russian Ark (2002). Der Historienfilm spielt im Winterpalast mit mehr als 2000 Schauspielern und Komparsen und wurde in nur einer einzigen Einstellung gedreht, die länger als 90 Minuten andauert. Dabei werden dreihundert Jahre russische Geschichte nacherzählt, die sich vor dem Hintergrund des ehemaligen Palastes abspielt.
Weniger die Schauräume, sondern die Keller und andere dem Publikum nicht zugänglichen Räume der Eremitage stehen im Mittelpunkt der Dokumentation „Eremitage – Palast der Katzen“. Die Fernseh-Reportage von Jan Hinrik Drevs stellt die in der Eremitage lebenden Katzen und das sie versorgende Wachpersonal vor. Katzen gibt es hier seit 1745 per Dekret von Zarin Elisabeth Petrowna, um das Inventar vor Nagetieren zu schützen.
Im Computerspiel Memento Mori ist ein Diebstahl eines Gemäldes aus der Eremitage das Grundmotiv der Spielgeschichte.

Die Venus von Tauris auf einer 3-Rubel-Gedenkmünze

## Direktoren
- Florian Schill und Fjodor Bruni (bis 1863)
- Stepan Gedeonow (1863–1878)
- Alexander Wassiltschikow (1879–1888)
- Sergei Trubezkoi (1888–1899)
- Iwan Wsewoloschski (1899–1909)
- Dmitri Tolstoi (1909–1918)
- Sergei Troinizki (1918–1927)
- Oskar Waldhauer (1927–Februar 1928)
- German Lasaris (Februar 1928–November 1928)
- Pawel Klark (Dezember 1928–August 1929)
- Wladimir Sabreschnew (März 1929–März 1930)
- Leonid Obolenski (März 1930—September 1930)
- Boris Legran (Januar 1931–1934)
- Joseph Orbeli (1934–1951)
- Michail Artamonow (1951–1964)
- Boris Piotrowski (1964–1990)
- Witali Suslow (1990–1992)
- Michail Piotrowski (seit 1992)

## Sonstiges
Aus Anlass des 150-jährigen Jubiläums der Neuen Eremitage im Jahr 2002 wurden mehrere Gedenkmünzen in Silber und Gold von der russischen Zentralbank emittiert. Diese russischen Münzen bilden Teile der Eremitage oder besondere Kunstobjekte ab.
Der Freiwilligendienst am Staatlichen Eremitage-Museum unterstützt das Museum auf ehrenamtlicher Basis.

### Geschichte
- Geraldine Norman: The Hermitage. London 1997, ISBN 0-224-04312-9 (Geschichte des Museums).
- Sergei Varshavsky: The ordeal of the Hermitage, the siege of Leningrad, 1941–1944. Leningrad 1986.
- Marianna Butenschön: Ein Zaubertempel für die Musen. Die Ermitage in St. Petersburg. Köln 2008, ISBN 978-3-412-20102-9.
- Sergej G. Fedorov, Bernhard Heres, Werner Lorenz: Eiserne Eremitage. Bauen mit Eisen im Russland der ersten Hälfte des 19. Jahrhunderts (2 Bände). Edition Bautechnikgeschichte hrsgn. v. Werner Lorenz u. Karl-Eugen Kurrer. Berlin 2022, ISBN 978-3-433-03156-8

### Sammlungen
- B. B. Piotrovsky (Hrsg.): The Hermitage catalogue of Western European painting. Gosudarstvennyj Ermitaz, Leningrad/St. Petersburg 1983ff. (Offizieller Katalog in 15 Bänden.)
- Witali Suslow (Hrsg.): Die Ermitage: Westeuropäische und russische Kunst. Leipzig 1988.
- Witali Suslow (Hrsg.): Die Ermitage. Frühgeschichtliche Kunst, Antike Kunst, Kunst des Orients, Numismatik. Leipzig 1990, ISBN 3-363-00412-5.

## Filme (Auswahl)
- Oktober. (OT: Октябрь.) Spielfilm, Sowjetunion, 1928, 102 Min., Buch und Regie: Sergei Eisenstein und Grigori Alexandrow.
- Russian Ark – Eine einzigartige Zeitreise durch die Eremitage. Spielfilm, Russland, Deutschland, 2002, 92 Min., Buch: Anatoli Nikiforow, Boris Chaimski, Swetlana Proskurina, Regie: Alexander Sokurow, Kamera: Tilman Büttner.
- Eremitage – Palast der Katzen. Dokumentarfilm, Deutschland, 2005, 52:26 Min., Buch und Regie: Jan Hinrik Drevs, Produktion: MedienKontor FFP, GEO, arte, Reihe: 360° – Geo-Reportage, Folge 186, Erstsendung: 10. Dezember 2005 bei arte, Inhaltsangabe mit Sendetext von Geo, Filmausschnitt von Drevs (5:32 Min.).
- Die Eremitage. Ein Palast für die Kunst. (OT: Hermitage Revealed.) Dokumentarfilm, Großbritannien, 2014, 52 Min., Buch und Regie: Margy Kinmonth, Produktion: Arts Alliance, Foxtrot Films, Vladimir Potanin Foundation, Kinostart: 9. September 2014 in Großbritannien, deutsche Erstsendung: 27. März 2016 bei arte, Inhaltsangabe von arte, (Memento vom 2. April 2016 im Internet Archive), Filmseite.